# 王様と私 (ミュージカル)
『王様と私』（おうさまとわたし、英語: The King and I）は、作曲家リチャード・ロジャース、劇作家オスカー・ハマースタイン2世によるチームであるロジャース&ハマースタイン5作目のミュージカル。1860年代初頭のシャム（現タイ王国）のラーマ4世の子供たちのガヴァネスであったアナ・リオノウンズの回顧録から派生した、1944年のマーガレット・ランドンによる小説『アンナとシャム王』を基にしている。シャム王が自国を進歩的にしたいと考え、イギリス人教師アンナを雇うところから始まる物語。最初は価値観の相違から対立していた王様とアンナだが、様々な経験を共にし、双方認めたくないながらも愛が生まれていく。1951年3月29日、ブロードウェイのセント・ジェイムズ劇場にて初演。3年近く上演され、当時ブロードウェイ・ミュージカル史上4番目のロングラン公演となり、その後も何度もツアー公演や再演が行われている。
1950年、劇場弁護士ファニー・ホルツマンは顧客の1人であるベテラン女優ガートルード・ローレンスのための役を探していた。ホルツマンはランドンの本が理想的であるとして、ロジャース&ハマースタインに連絡を取ったところ、当初難色を示していた彼らも結局ミュージカルの製作に同意した。2人は1946年に映画『アンナとシャム王』でシャム王役を演じたレックス・ハリソンが王様役に適していると考えたがハリソンは都合がつかず、最終的に若い俳優でテレビ・ディレクターのユル・ブリンナーに決まった。
作品はたちまちヒットし、トニー賞においてミュージカル作品賞、ミュージカル主演女優賞(ローレンス)、ミュージカル助演男優賞(ブリンナー)を受賞した。開幕から1年半後、ローレンスは予期せず癌で亡くなり、その後アンナ役には複数の女優が配役され、計1,246回上演後閉幕した。ロンドン公演や全米ツアー公演もヒットして何度か映像化され、1956年、ブリンナーは映画『王様と私』でアカデミー賞を受賞した。再三にわたる再演においてブリンナーは王様役を演じ続けたが、1981年から4年間の全米ツアー公演が彼の健康をむしばみ、1985年のブロードウェイ公演開幕直後に亡くなった。
クリストファー・レンショウは1996年のブロードウェイ公演など主な再演を演出し、トニー賞において再演ミュージカル作品賞を受賞し、2000年のウエスト・エンドでも演出を担当した。2015年のブロードウェイ再演でもトニー賞再演ミュージカル作品賞を受賞。英語圏ではプロアマ問わず頻繁に上演され続けている作品の一つである。

## 歴史的背景

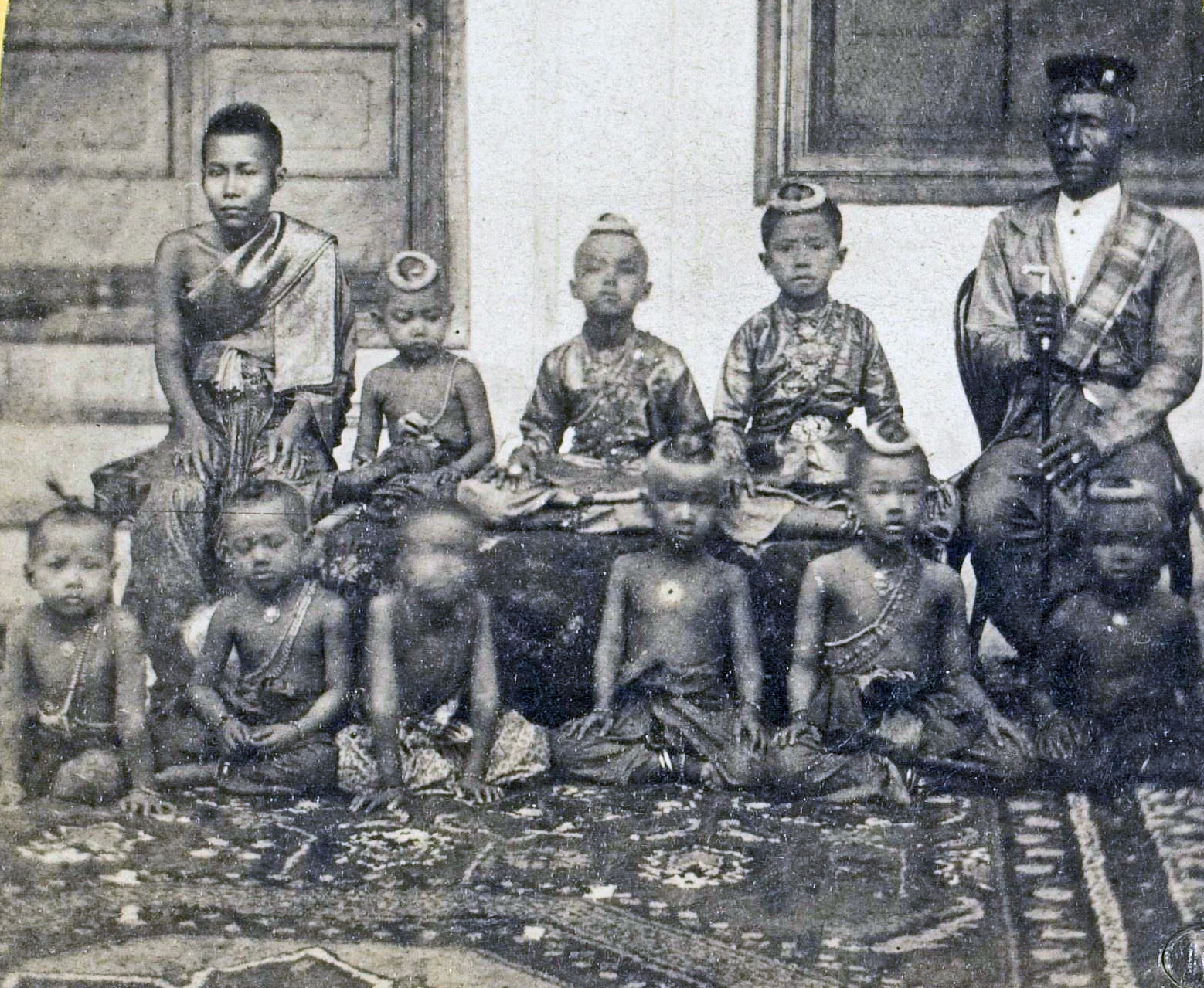
ラーマ4世(右奥)と妻(左奥)と子供たち。ラーマ4世の隣に後継者ラーマ5世がいる

1861年、シャムの国王ラーマ4世は大体57歳となった。人生の半分ほどを僧として過ごし、学問に熱心であり、仏教の新たな作法や、腹違いの兄ラーマ3世に捧げるバンコクの寺院などを創立した。何十年にもわたる修行の間、ラーマ4世は禁欲的な生活や西洋の言語を習得した。1850年のラーマ3世没後、ラーマ4世が即位した。当時ヨーロッパの多くの国々が東南アジアを支配しようとし、アメリカの貿易会社はその恩恵を受けようとしていた。ラーマ4世はシャムを独立国として守り抜いたが、後継者など妻子の一部には西洋文化に慣れ親しませた。
1861年、ラーマ4世はシンガポールのエージェントのTan Kim Ching に子供たちのためのガヴァネスとしてイギリス人女性を探してくれるよう頼んだ。当時、シンガポールのイギリス人コミュニティは小規模で、すぐに植民地で小さな保育所を経営するアナ・リオノウンズ(1831年-1915年)に声がかかった。リオノウンズはインド陸軍兵のアングロ・インディアンの娘で、ホテル管理人トーマス・オウエンズの未亡人であった。2年前にシンガポール入りしており、上流階級の将校の未亡人で、ウェールズ生まれのため肌色が濃いと語っていた。『王様と私』が執筆されるまで没後長年リオノウンズの身分詐称は明らかにされなかった。

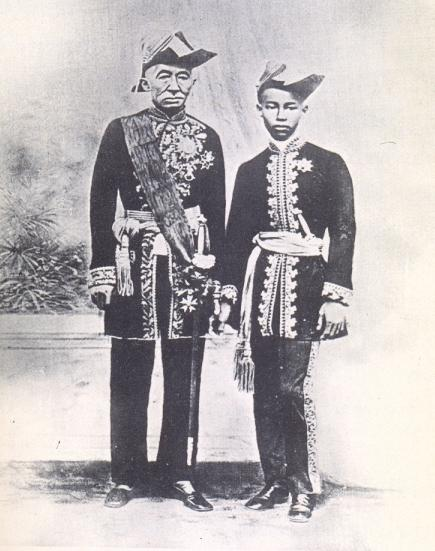
海軍の制服を着たラーマ4世とラーマ5世

王から正式な招待状が届き、リオノウンズは娘エイヴィスにイギリスの一流教育を受けさせるためイングランドの学校に進学させ、5歳の息子ルイスを伴いバンコクに向かった。ラーマ4世は地元の宣教師に妻子を教育してもらおうとしたが、宣教師たちはこれを機会に改宗させようとしたため、宣教師でないイギリス人を探していたのである。当初リオノウンズは月額の給料としてシンガポール通貨で150ドルを要求した。ほかに、西洋の人々との繋がりを保つために宣教師たちのコミュニティ内または近くに住むことを要求した。ラーマ4世はこれに敏感に反応し、「ここにはもうキリスト教の教師は必要ない」との手紙を送った。ラーマ4世とリオノウンズは月額の給料100ドル、宮殿近くに住むことで合意に達した。当時のバンコクの交通手段はボートであり、ラーマ4世は毎日の通勤は望んでいなかった。リオノウンズとルイスは紹介された最初の家が居心地悪いとして一時的にクララホム首相邸に住み、その後宮殿から徒歩圏内のレンガの家に引っ越した。バンコクの気候では木造の家屋は腐りやすいのである。
1867年、リオノウンズは6か月間の予定でイングランドに娘エイヴィスを訪れるためバンコクを離れ、ルイスをアイルランドの学校に行かせてエイヴィスをシャムに連れてくることになった。しかし予期せぬ行程の遅れにより、1868年後期にラーマ4世が病死する頃にもまだリオノウンズはシャムに戻れずにいた。結局リオノウンズはシャムに戻らなかったが、かつての教え子で新たな王となったラーマ5世とその後も連絡を取り続けた。

## 製作
1950年、イギリス人女優ガートルード・ローレンスのビジネス・マネージャーで弁護士のファニー・ホルツマンはローレンスが次に出演する作品を探しており、マーガレット・ランドンのエージェントからリオノウンズの経験を基にしたフィクションで1944年のランドンの小説『アンナとシャム王』が送られてきた。ロジャースの伝記作家マール・シークレストによると、ホルツマンはローレンスが落ち目になってきていることを心配していた。51歳のローレンスは1943年に閉幕した『闇の貴婦人』以降ミュージカル出演はなく、演劇のみに出演していた。ホルツマンはローレンスに『アンナとシャム王』を基にしたミュージカルが最適だとして、この小説の舞台化の権利を買い取った。
当初ホルツマンはコール・ポーターが作曲してくれることを望んだが断られた。次にノエル・カワードに頼もうとしたが、マンハッタンでハマースタインの妻ドロシーと偶然出会った。ホルツマンはドロシーにロジャース&ハマースタインにローレンスの出演作の製作、およびホルツマンが送る本を読んでほしいと頼んだ。ドロシーおよびロジャースの妻ドロシーも小説を読み、夫たちにミュージカルに適していると薦めた。1925年に『アンドレ・シャルロのロンドン・レヴュー』ブロードウェイ公演および北米ツアー公演で共演したことから、ドロシー・ハマースタインとローレンスは知り合いであった。

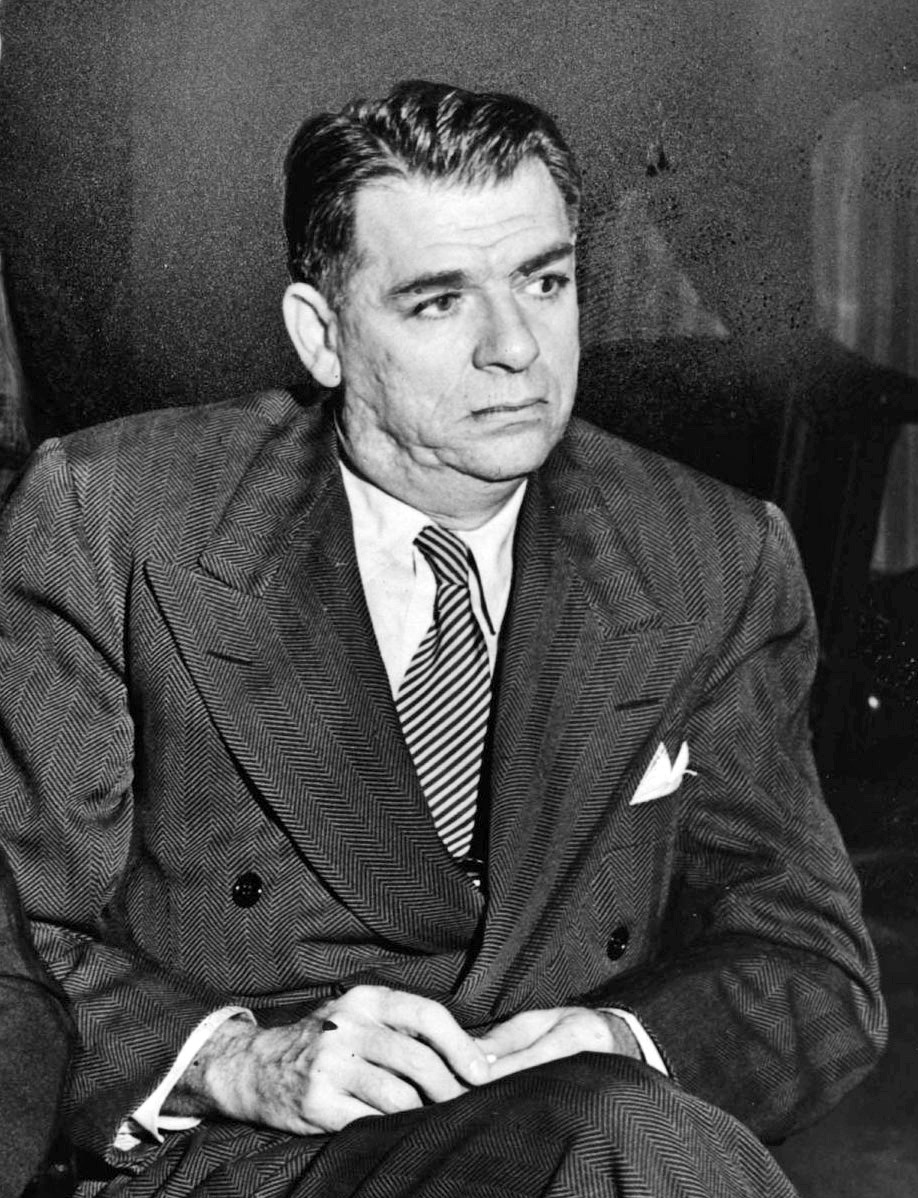
オスカー・ハマースタイン2世

ロジャース&ハマースタインはランドンの小説はミュージカルの原作としては好みではなく、保留となった。シャム王が問題を起こしてアンナが解決しようとするという流れ以外は、シャム宮殿の生活の描写で文化の違いの説明が散在していたのである。小説が脚本化された1946年のアイリーン・ダン、レックス・ハリソン主演の映画『アンナとシャム王』を鑑賞するまで、ロジャース&ハマースタインはミュージカル化に結び付けることができなかった。ロジャース&ハマースタインはスター作品を書くことについても心配であった。スターを配役することよりも、スターを作り上げることを好んでおり、またローレンスの出演料が高額になることが予想された。ローレンスの声も心配であった。年齢が上がり声域は狭く声量はなく低めになってきていた。ローレンスの気性も問題であった。以前のように歌えなくなってきていたが、歌姫たる行動で知られていた。しかし、ハマースタインが「魔法の光を放つ」と例えるほど演技力には信頼を置いており、ローレンスを舞台に上げるべく2人は公演の製作に同意した。ローレンスは1953年6月1日まで出演し続けること、および出演者、演出家に文句をつけないことを誓約し、ロジャース&ハマースタインが権利を握った。
ハマースタインはエイブラハム・リンカーンについて書かれたランドンのシャムの奴隷の記述に一歩踏み込んだ。最終的に『アンクル・トムの小屋』を表現するダンス・シーンを取り入れた。王様とアンナの恋愛感情をはっきり描くことは両国の教育や慣習上不適切であり、代わりにハマースタインはタプティムと学者のルン・タの愛を描いた。ちなみにランドンの作品ではタプティムと僧侶の関係に恋愛感情はなかった。小説からの基本的な変更は、ミュージカル最後に王が亡くなることである。ローレンスの歌声の問題により、ロジャースはタプティムとルン・タにロマンティックなメロディを歌わせた。『ニューヨーク・タイムズ』紙のインタビューにおいて、ハマースタインは1950年中期『回転木馬』ロンドン公演およびウエスト・エンド公演を離れる前に最初のシーンを書き終わり、ロンドンで2番目のシーンを書いたと語った。
ロジャース&ハマースタインはタイ語を音楽にのせるのに苦心した。ロジャースは1928年にロレンツ・ハートと共に短期間で閉幕したミュージカル『Chee-chee 』でアジアの曲を手掛けたことがあり、実際のタイの音楽はアメリカ人の観客には受け入れがたいため使用しないことを望んだ。代わりにロジャースは西洋人にも心地よい空虚五度と通常のコードを使用してエキゾチックな感じを出した。ハマースタインはタイ語をどのように表現するかという問題に直面し、ハマースタインとロジャースはオーケストラの音で表現する方法を選んだ。ハマースタインは王様の話し方は多くの東アジアの言語の多くのように冠詞をほとんど付けずに、急に大きく話す設定とした。王様の性格を反映した力強いスタイルはソロの『A Puzzlement 』など、歌のシーンで特に表現される。最初の台詞「Who? Who? Who?」や王様とアンナの最初のシーンの台詞の多くはランドンの原作に書かれていたものである。しかし、王様はタプティムとルン・タの火あぶりの刑をやめさせるなど、小説や1946年の映画より同情的である。
ハマースタインはロジャースの音楽がまだ出来上がっていないうちに脚本をほとんど仕上げてしまい、ロジャースは困惑した。早くからハマースタインは装置デザインのJo Mielziner や衣裳デザインのアイリーン・シャラフと連絡を取り、互いに連携を取りつつ作業を始めるよう頼んだ。シャラフは第二次世界大戦後にタイ・シルク産業に携わっていたアメリカ人のジム・トンプソンに連絡を取った。トンプソンはシャラフにタイからの絹のサンプルおよび19世紀半ばのタイの民族衣装の写真を送った。それらの資料の中に西洋の服装を着用したタイ人女性の写真があり、西洋の服装を着用したチャン王妃が歌う『Western People Funny 』に着想を与えた。

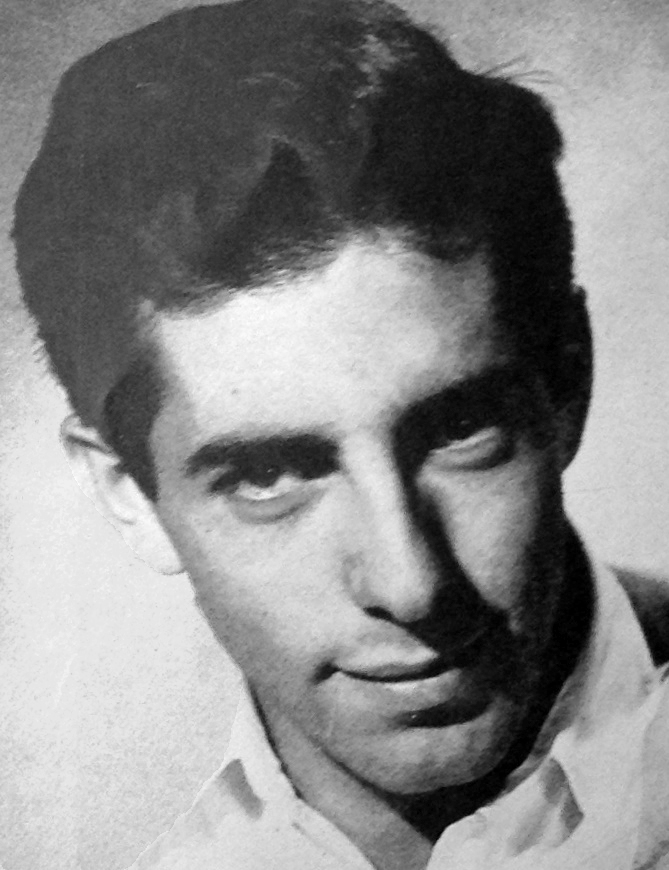
振付のジェローム・ロビンズ

ロジャース&ハマースタインと『南太平洋』で組んだことのあるプロデューサーのリーランド・ヘイワードは『アンクル・トムの小屋』のバレエの振付のためにジェローム・ロビンズに連絡を取った。ロビンズはこのプロジェクトに非常に熱心で、当初ロジャースとハマースタインは他の曲はそれほど踊らなくてもいいと考えていたが、ロビンズは他の曲の振付も申し出た。ロビンズは『アンクル・トムの小屋』を大規模なダンスではなく、親しみやすいダンスに仕上げた。王様の子供たちがアンナに会うためのパレード『March of the Royal Siamese Children 』の振付は大いに称賛を得た。ロバート・ラッセル・ベネットが編曲を行ない、トルード・リットマンがバレエ音楽の編曲を担当した。
ロジャースとハマースタインは第1幕のアンナと王の妻たちのシーンについて話し合った。ハマースタインにとってこのシーンの作詞は非常に困難であった。ハマースタインは最初はアンナは妻たちに経歴を簡潔に述べるものと考えており、「I was dazzled by the splendor/Of Calcutta and Bombay 」(コルカタとボンベイの豪華さに目がくらむ、の意)、「The celebrities were many/And the parties very gay/(I recall a curry dinner/And a certain Major Grey) 」(セレブリティが多く、パーティは楽しかった。ディナーでのカレーを思い出す。メジャー・グレイというチャツネが入っていた、の意)という歌詞を書いていた。最終的にハマースタインは経歴や目標を語るだけでなく、タプティムとの絆を作り出し、アンナと王様との衝突の火種も含め、アンナの感情を作詞することに決めた。その結果ハマースタインは5週間かけてなんとか『Hello, Young Lovers 』を作詞した。マネージャーを通じてロジャースに歌詞を送り、感想を待った。ハマースタインはこの曲に自信があり、ロジャースがどう思うか気になったが何も返事はなかった。ハマースタインはプライドが邪魔をしてロジャースに自分から感想を聞けなかった。ようやく4日後に他の用件で電話をする機会があり、最後にロジャースは歌詞について短く「良かった」とだけ言った。ハマースタインと『南太平洋』で共に作業したジョシュア・ローガンはあまり良い感想を持たなかった。ハマースタインとロジャースがあまり良い関係を見せなかったのはこれを含めて数回のみであった。

## キャスティングおよびオーディション

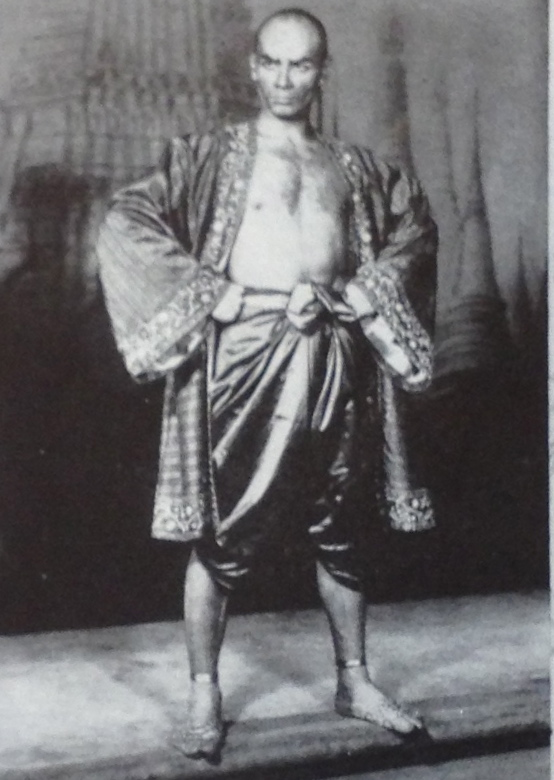
王様役オリジナル・キャストのユル・ブリンナー

ローレンス演じるアンナ役に対し、王様役は助演となるが、ハマースタインとロジャースは王様役は著名な舞台俳優であることが必須と考えていた。映画で王様役を演じたレックス・ハリソンがすぐに思い浮かんだが、ノエル・カワードの作品に出演することになっていた。『オクラホマ!』カーリー役オリジナル・キャストのアルフレッド・ドレイクは出演料が高額であった。リハーサルまで期間があまりなく、王様役の配役が大問題となっていた。『南太平洋』ネリー役オリジナル・キャストのメアリー・マーティンは、中国を舞台にした1946年のミュージカル『Lute Song 』（原作は『琵琶記』）で共演したロシア系アメリカ人ユル・ブリンナーを提案した、ロジャースはブリンナーのオーディションについて以下のように語った:

最初の俳優の名が紹介され、坊主頭の男が入ってきて舞台上で足を組んで座った。彼はギターを持って一鳴らしし、物凄い叫び声で異教徒風に歌った。オスカーと私は顔を見合わせ言った。「これだ」。

ロジャースはブリンナーを「とても美しいが、とても変わっている」と称した。ブリンナーはCBSの『Starlight Theatre 』などでディレクターとして確立しており、舞台に戻りたくはなかった。妻、所属事務所、マーティンはハマースタインの脚本を読むよう説得し、一度読んでみると王様のキャラクターに魅了され、プロジェクトに携われることを希望した。とにかくブリンナーの獰猛、気まぐれ、危険、そして驚くほど神経質な王様はローレンスの頑固だが傷付きやすいアンナ役の理想的引き立て役となり、終盤の『Shall We Dance? 』のシーンでは王様がアンナの腰に恐る恐る手をまわすと素晴らしい相性となる。

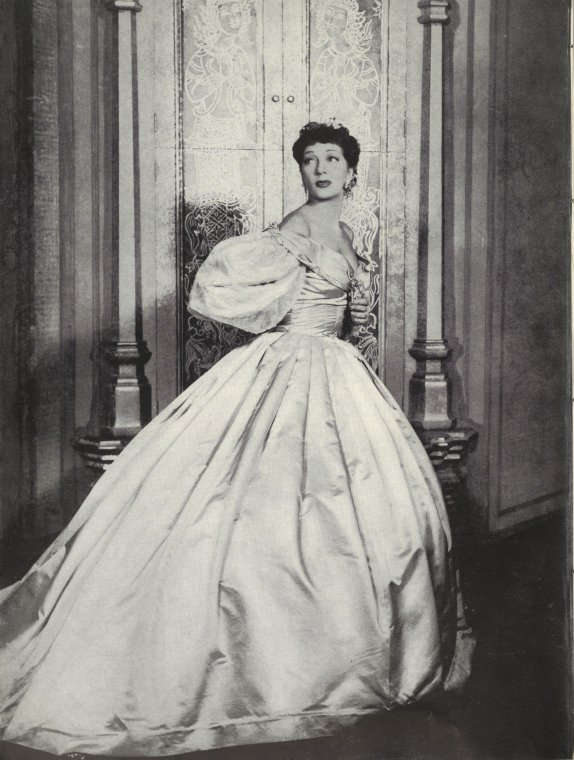
アイリーン・シャラフのデザインによる夜会服を着たアンナ役のガートルード・ローレンス

1950年終盤、リハーサル前最後の準備が始まった。ハマースタインは『南太平洋』同様ローガンに演出および脚本の共著をしてほしかったが断られ、自分で全ての脚本を執筆した。ローガンの代わりにロジャースとハマースタインは、数年前にローレンスと仕事をしたことのあるジョン・ヴァン・ドルテンを演出に雇った。衣裳デザインのシャラフはメディアに「第1幕フィナーレはローレンス、ブリンナー、そしてピンクのサテンの夜会服を特徴とする」と書かれ、ヴィクトリア朝イギリス人ガヴァネスの衣裳を誤解しているとして立腹した。Mielziner の装置プランはメインの王座のほか、船やアンナの部屋など幕前を多用し、『アンクル・トムの小屋』のために舞台上を広くあけ、これまでロジャース&ハマースタインと組んだ4作品中最もシンプルなものとなった。
予算は当時ロジャース&ハマースタインのプロダクションで最高額の$250,000 (現代の貨幣価値でUS$2,930,000)となり、高額予算の失敗作『Allegro 』を越えると嘲る者もいた。投資者はハマースタイン、ロジャース、ローガン、マーティン、ビリー・ローズ、ヘイワードなどであった。王子、王女などの子役はプエルトリコやイタリアなど人種は様々であったがタイ人はいなかった。ジョニー・スチュワートはラーマ5世に配役されたが、開幕3か月で降板し、ロニー・リーに交代した。サンディ・ケネディがルイス役、ブロードウェイのベテラン俳優ラリー・ダグラスがルン・タ役に配役された。
1951年1月、リハーサル開始直前、ロジャースはタプティム役のドレッタ・モロウにローレンスのソロ曲を含むローレンスの歌唱箇所を歌わせた。ローレンスは冷静に聞いていたが、歌唱力不足を指摘されたのだと考え、翌日ロジャースを冷たくあしらった。ハマースタインとロジャースはローレンスが力ずくの演技によって柔軟に演じることができるのか疑問であった。『コリアズ』誌の作家のジェイムズ・ポリングがリハーサルに参加し、ローレンスの『Shall I Tell You What I Think of You? 』に関して以下のように記した:
ローレンスは練習のためズボンの上にモスリンのサック・バック・ガウン、そして寒さ対策のため肩にジャケットを掛け、舞台の中央に立っていた。ローレンスは抑えた感じで「召使い、召使いって。私はあなたの召使いではありません」と台詞を言った。その後ローレンスは徐々にゆっくりではあるが力強くクレッシェンドのようにそのシーンを演じて行き、床にかがみ、激怒しつつ進み出て叫んだ。「嫌な人たち。あなたたちみんな嫌なやつだわ」。この直後、劇場の多数のスタッフたちが拍手喝采した。

ボリングがシャラフおよび坊主頭のブリンナーと初めて会った際、その髪をどうしたのか尋ねると、剃ったのだと答えた。当初ブリンナーはその髪型を似合わないと嫌がり断っていた。しかし試験興行の際、ついに頭を剃って顔と同じ暗い色の舞台化粧を頭にも施した。この髪型はとても好評で、ブリンナーのトレードマークとなった。
ローレンスはリハーサルを時々病欠していたが、誰も真実を知らなかった。1951年2月27日、コネチカット州ニューヘイブンにて試験興行が開幕し、上演時間は4時間にもおよんだ。喉頭炎を患っていたローレンスは、衣裳を着用して行なうドレス・リハーサルに参加できなかったが、試験興行初演がローレンスにとってのドレス・リハーサルとなった。『バラエティ』誌の批評家は、ローレンスは病気を患っていたにもかかわらず「所作、演技、動き、表現が非常に素晴らしく、様々な面で観客を楽しませた」と記したが、『フィラデルフィア・ブレティン』紙は「加齢によりすでにか細くなった声は全てを薄っぺらくしている」と記した。リーランド・ヘイワードは鑑賞後、ロジャースに早期閉幕をアドバイスしショックを与えた。ニューヘイブン公演を終え、ボストンでのさらなる試験興行が控えていたが少なくとも45分間カットしなくてはならなかった。ダンサーの1人であったゲムゼ・ド・ラペはカットについて以下のように語った:
彼らは素晴らしいシーンをカットした。アンナが最初に宮殿に入ってくる時「半年以上待っていた。あなたのドアの外で待って待って待ち続けた」と歌う。最後に傘で彼を指さすか何かして、王様は「彼女を打ち首にしろ」というようなことを言い、宦官たちが彼女を連れて出て行く。王様は大満足して「あれは誰だ、誰なんだ」と言い、自分が追い出したのは英語教師だったと知る。それで「連れ戻せ」と言ってアンナは戻ってくる。私たちは皆このシーンが好きだった。

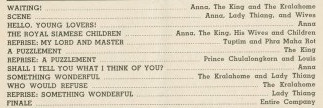
ニューヘイブン試験興行第1幕の曲目一覧の一部

この『Waiting 』という曲はアンナ、王様、クララホム首相のトリオ曲であった。クララホム首相の唯一のソロ曲『Who Would Refuse? 』もカットされた。歌う箇所のなくなったマーヴィン・ヴァイが降板し、代わりにジョン・ジュリアノが配役された。ドロシー・サーノフがオリジナル・キャストとなったチャン王妃の曲『Now You Leave 』もカットとなった。これらのカットの後、ロジャース&ハマースタインは第1幕は何かが欠けているような気がしていた。ローレンスはアンナと子供たちの歌の作曲を提案した。メアリー・マーティンは『南太平洋』でカットとなった曲『Suddenly Lucky 』を思い出させた。ハマースタインはこのメロディに新たな歌詞をのせ、題名を『Getting to Know You 』と改め使用することになった。『Western People Funny 』、『I Have Dreamed 』もボストン公演で追加された。
ブリンナーは複雑な王様の役を発展させるのに充分な時間がなかったと感じ、試験興行がもっと上演されればよかったと語った。しかしブリンナーがハマースタインとロジャースと話した時、彼らがどれくらいの期間が必要かと尋ねると、ブリンナーは「これで充分だろう。きっと好評だ」と答えていたのである。

## あらすじ

### 第1幕
1862年、頑固な未亡人で教師のアンナがシャム(現タイ王国)のバンコクに、王の多くの子の家庭教師として招かれる。アンナの息子ルイスは強面のクララホム首相を怖がるが、アンナは恐れない("I Whistle a Happy Tune")。アンナたちはクララホム首相に連れられ、住むつもりであった宮殿に行くが、契約と違い別の家に住むことになる。アンナは乗ってきた船でそのままシンガポールに戻ることを検討するが、そのままクララホム首相について行くことにする。

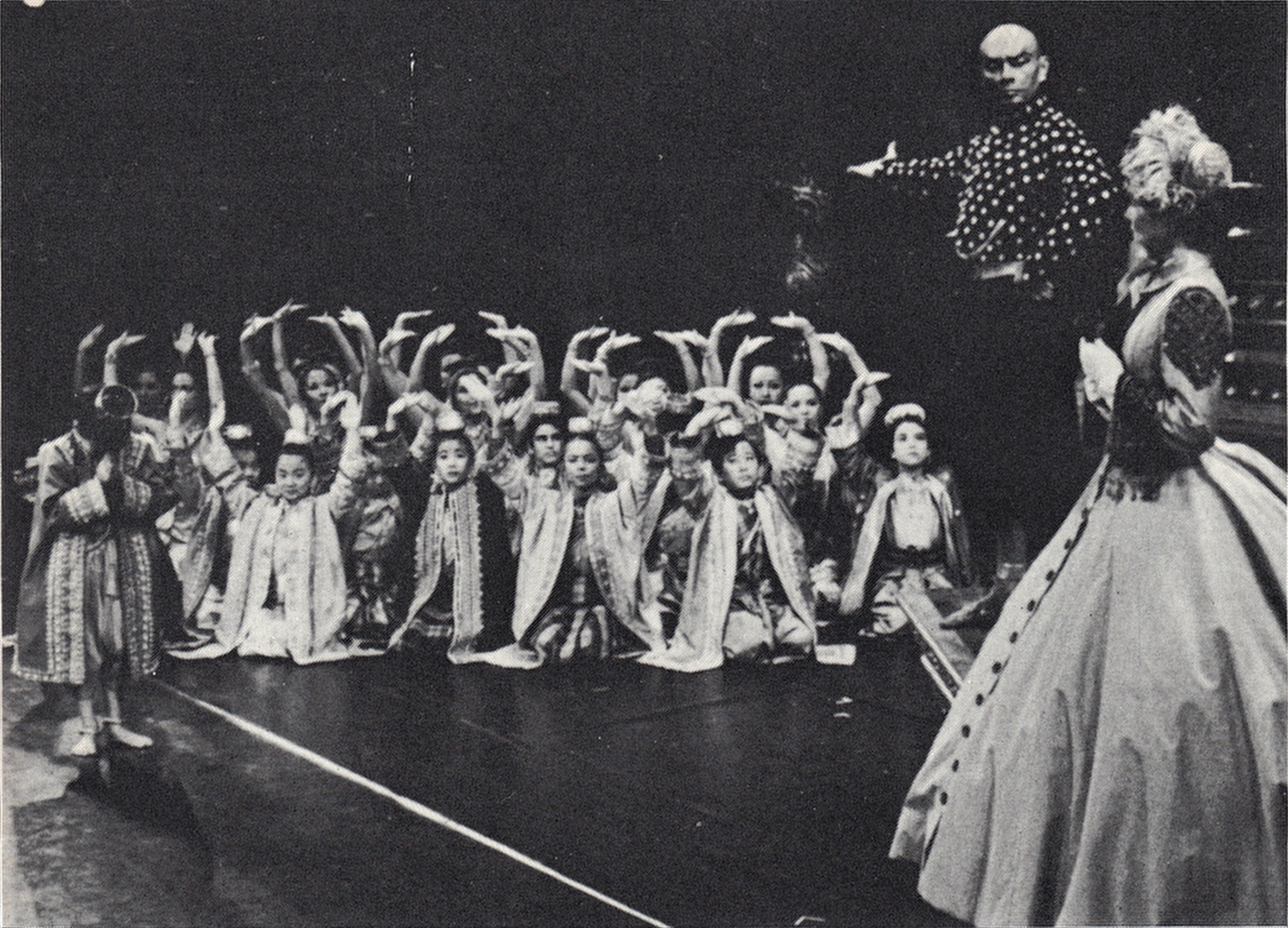
1977年、王様(ブリンナー)がアンナ(コンスタンス・タワーズ)に子供たちの一部を紹介するシーン

数週間後、アンナとルイはようやく宮殿の部屋に入居する。王様はビルマ王から、多数の妻の1人となるべく可愛らしい少女の奴隷タプティムが贈られる。タプティムは寺院の設計を習いに来た学者ルンタに連れて来られるが、2人は密かに愛し合っている。1人になったタプティムは自分は王様の所有物になるかもしれないが、心は所有されないと宣言する("My Lord and Master")。王様はアンナに初の謁見の機会を与える。アンナはシャムの近代化計画の1つとして招聘されており、アンナがこれを理解していることに感服する。アンナは住居の問題を提起するが、王様はこの抗議を却下し、妻たちと会話させる。妻たちはアンナに興味津々で、アンナは亡夫トムについて語る("Hello, Young Lovers")。王様はアンナの新しい生徒たちを紹介する。アンナは王様の妻たち、そしてその何十人もの子供たちに教えることになっているのである。王子および王女たちが行進しながら入ってくる("March of the Royal Siamese Children")。アンナは子供たちに魅了される。アンナの周りに人だかりができて堅苦しさが抜ける。
アンナは住居のことを諦めておらず、子供たちに家での生活の良さに関することわざや歌を教え、王様の癪に障る。王様は喧嘩せずともアンナが悩みの種となり、なんとめんどくさいことかと思う("A Puzzlement")。子供たちおよび妻たちは英語を一生懸命勉強する("The Royal Bangkok Academy")。子供たちは地図を見て、諸外国に比べてシャムの小ささに驚く("Getting to Know You")。チュラーンロンコーン王子(ラーマ5世)は地図に異議を唱え、喧騒となった教室に王様が入ってくる。王様は先生の言うことを信じるようにと語るが、「家」に関する授業については抗議する。アンナは自分の立場を固持し、契約書の文面を読み上げてシャムを去ると脅し、王様の妻子の多くは狼狽する。王様は「使用人」として従うべきだと語り、アンナはこれを認めず出て行く。王様は授業を終わらせて出て行くが自分でもどうしたらいいのかわからない。ルンタがタプティムのもとにやってきて、秘密の関係について互いに考える("We Kiss in a Shadow").

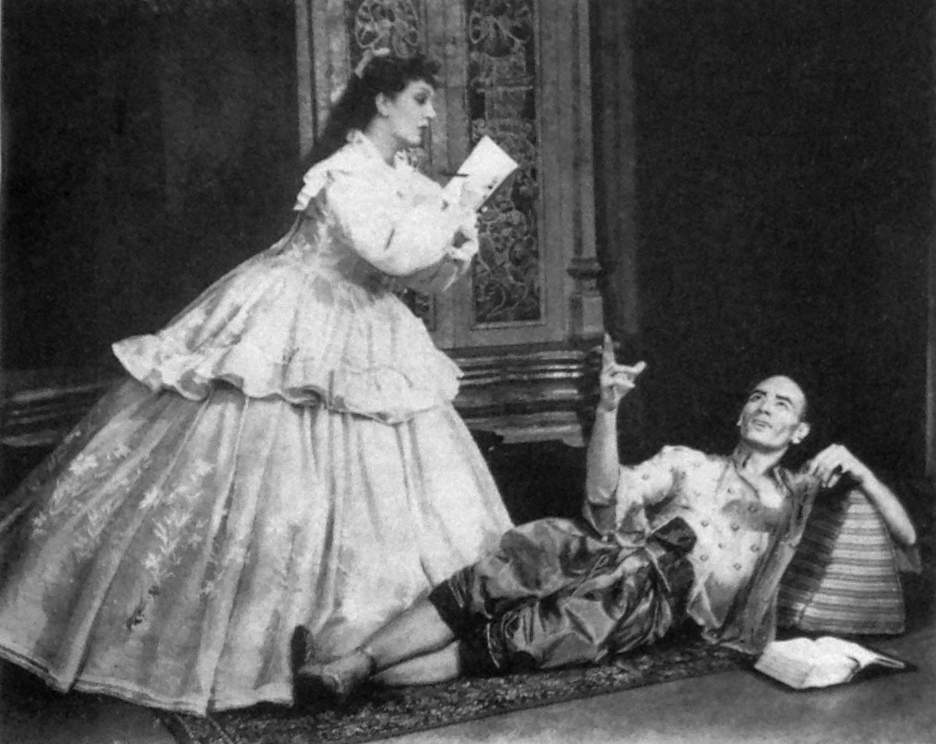
1951年、アンナ(ローレンス)が王様(ブリンナー)の言葉を書き取るシーン

アンナは自室で怒りを募らせる("Shall I Tell You What I Think of You?")。チャン王妃はアンナに、王様はイギリスがすぐにでもシャムを保護国としようとしており、自分が西洋で未開人と思われていることを悩んでいると語った。アンナは驚き、王様は一夫多妻制ではあるが未開人でなどないと語るが、王様とは口論の後なので会いたくはない。チャン王妃は、王様はアンナの助けが必要なのだと説得する("Something Wonderful")。アンナは王様のもとへ行くと、王様がどうやって仲直りしようか悩んでいることを知る。王様はアンナにイギリスがシャムの評価のための特命公使を送っていると語る。アンナは王様がヨーロッパ式に特命大使を迎え、妻たちは西洋の服装をすることをアドバイスする。タプティムはアンナから借りた本『アンクル・トムの小屋』を基にした『アンクル・トーマスの小屋』の脚本を書いており、特命大使らが来た時に披露することとなる。予定より早く特命大使が到着するという知らせが入り、アンナや妻たちは夜通しで準備する。王様と妻子は仏教式に成功を祈り、アンナが気に入る家を持たせることを仏に誓う。

### 第2幕

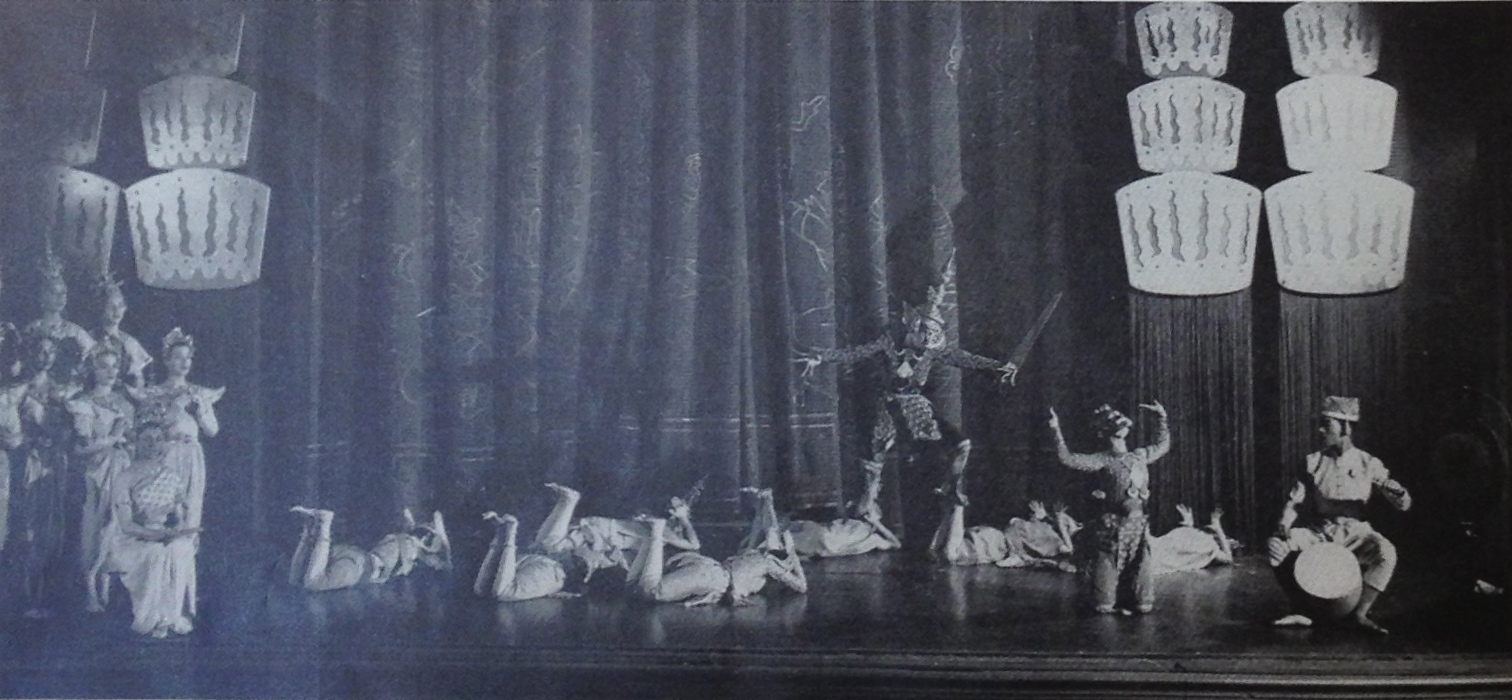
劇中劇『アンクル・トーマスの小屋』

妻たちは新しいヨーロッパ式ドレスを着用するが、着心地がよくない("Western People Funny")。急いで準備を進めながら、ドレスの下に何も着なくてもいいのかと話し合う。イギリス特命公使エドワード・ラムジーが到着し、片眼鏡越しに王様たちを凝視する。妻子たちは「悪魔の目」と言ってパニックになり、逃げやすいようにスカートをたくし上げ走り回る。エドワードはこれに社交辞令を言う。王様が妻たちに気を取られていると、古くからの知り合いで親しい友人のアンナとエドワードは以前のようにダンスをし、エドワードはアンナにイギリスに戻るよう説得する。王様が戻り、いらいらしたようにダンスは夕食後だと語る。
演劇の最終準備が終わり、タプティムは周りの目を盗んでルンタと会う。ルンタはタプティムに駆け落ちの計画を語り、演劇が終わったらすぐ逃げることにする("I Have Dreamed")。アンナが偶然通りかかるが、2人はアンナを信用する("Hello, Young Lovers", reprise)。語り付きのシャム・バレエ風ダンスによる『アンクル・トーマスの小屋』が上演される。タプティムが語り役を務め、悪役レグリーのサイモン王と逃亡奴隷イライザについて観客に説明する。イライザは釈迦が川を凍らせ、雪で姿を隠させたことにより救われる。その後釈迦は川を溶かし、サイモン王とその一団を溺れさせる。反奴隷制度のメッセージが暗に込められる。

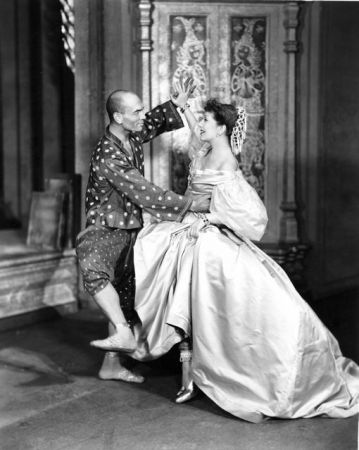
ブリンナーとローレンスによる『Shall We Dance? 』

演劇の後、エドワードはイギリスの脅威は撤退したと語るが、王様はタプティムの反抗的なメッセージに不満でそれどころではない。エドワードが去ると、アンナと王様はその夜のイベントがうまくいったことを喜び合い、王様はアンナに指輪を贈る。秘密警察がタプティムの逃亡を知らせる。王様はアンナが何か知っているのではないかと問うが、アンナはタプティムは多数の妻の1人なのになぜそんなに気にするのかと逆に尋ねる。王様はアンナがシャムの風習を理解していると喜んでみせる。アンナは西洋の婚姻の風習を説明しようとし、若い女性がフォーマルなダンスを踊ることについて語る("Shall We Dance?")。王様はアンナにダンスを教えてくれるよう頼む。アンナはダンスを教え、言葉にせずとも互いに愛を感じる。すると突然クララホム首相が入ってくる。タプティムを捕まえたが、ルンタを捜索中だと語る。アンナはタプティムとルンタをかばって恋人同士であることを否定するが、王様はタプティムを罰することにする。アンナは王様を思いとどまらせようとするが、王様は規則は規則として鞭を持つ。王様はタプティムのもとに急ぐが、アンナに見つめられて鞭を打つことができずに出て行く。ルンタが亡くなっていることが発見され、自殺しようとしたタプティムは引きずり出される。アンナはクララホム首相に王様に指輪を返してほしいと語る。アンナとクララホム首相は、タプティムはシャムに連れて来られなければよかったのにと語る。
アンナと王様が顔を合わせなくなって数か月が経つ。アンナはシャムを離れるため荷造りをする。チュラーンロンコーン王子が王様の、自分の中の葛藤を解決することもできず死ぬところだという手紙を持ってくる。アンナは王様のベッド脇へ急ぎ、仲直りする。王様は指輪を持ち、ここにとどまり次期王チュラーンロンコーンを助けてくれるよう頼む。ベッドに横たわる王様はアンナに言葉の書き取りを頼み、王子に向けた王の心得を語る。王子はアンナが嫌っていた平伏の習慣の廃止を提示する。王様は渋々ながらこれを了承する。王子が話し続ける中、王様は亡くなり、王子は会釈をする。アンナはひざまずき、手を握ってキスをし、妻子たちは旧王と新王に敬意を表し会釈する。

## 主要登場人物および著名な出演者
| 登場人物                 | 詳細                                                         | オリジナル・ブロードウェイ・キャスト | 著名な出演者 (姓のアルファベット順) |
| ------------------------ | ------------------------------------------------------------ | ------------------------------------ | --- |
| アンナ                   | イギリス人の未亡人。王家の子供たちに教えるためシャムに来る。 | ガードルード・ローレンス             | アイリーン・ブレナン、コンスタンス・カーペンター、ジャン・クレイトン、バーバラ・クック、サンディ・ダンカン、ヴァレリー・ホブソン、セレステ・ホルム、サリー・アン・ハウズ、ローラ・ミシェル・ケリー、アンジェラ・ランズベリー、ジョシー・ローレンス、マーティン・メイジー、リサ・マキュン、モウリン・マガヴァン、ヴァージニア・マッケンナ、ヘイリー・ミルズ、パトリシア・マランド、パトリシア・モリソン、ドナ・マーフィー、ケリー・オハラ、マリー・オズモンド、エレイン・ペイジ、メアリー・ベス・ペイル、ステファニー・パワーズ、フェイス・プリンス、リズ・ロバートソン、リーゼ・スティーヴンス、コンスタンス・パワーズ |
| シャムの王様             | モングット王(ラーマ4世)を基にした架空の人物                  | ユル・ブリンナー                     | ファーリー・グレンジャー、ケヴィン・グレイ、ダニエル・デイ・キム、フン・リー、ジェイソン・スコット・リー、ホセ・ラナ、ハーバート・ロム、ダーレン・マクギャヴィン、ポール・ナカウチ、ルドルフ・ヌレエフ、ルー・ダイアモンド・フィリップス、ザカリー・スコット、テディ・タフ・ローズ、レモン・ティカラム、渡辺謙、ピーター・ワインガード |
| チャン王妃               | 王様の第1夫人                                                | ドロシー・サーノフ                   | ルーシー・アン・マイルズ、パトリシア・ニュウェイ、ミュリエル・スミス、テリー・サンダース、ジョーン・アルメディラ、森尚子 |
| ルン・タ                 | ビルマの学者、特命公使。タプティムの恋人。                   | ラリー・ダグラス                     | ショーン・ガジ、ホセ・ラナ、コンラド・リカモラ |
| タプティム               | ビルマから王様の妻の1人として贈られた奴隷。                  | ドレッタ・モロウ                     | ジューン・アンジェラ、ジョイ・クレメンツ、リー・ヴェノラ、パトリシア・ウェルチ |
| チュラーンロンコーン王子 | ラーマ5世を基にした架空の人物。王様の長男で後継者。          | ジョニー・スチュワート               | サル・ミネオ |
| クララホム首相           | 王国の首相                                                   | ジョン・ジュリアノ                   | マーティン・ベンソン、サイード・ジャフリー、ランドール・ダク・キム、ホ・イー、大沢たかお |
| ルイス                   | アンナの息子                                                 | サンディ・ケネディ                   | ジェフリー・ブライアン・デイヴィス |

|                          | 1951年度 オリジナル・ブロードウェイ | 1954年度 全米ツアー  | 1977年度 ブロードウェイ再演  | 1981年度 全米ツアー  | 1985年度 ブロードウェイ再演        | 1996年度 ブロードウェイ再演      | 2004年度 全米ツアー          | 2015年度 ブロードウェイ再演    | 2016年度 全米ツアー      |
| ------------------------ | ----------------------------------- | -------------------- | ---------------------------- | -------------------- | ---------------------------------- | -------------------------------- | ---------------------------- | ------------------------------ | ------------------------ |
| 王様                     | ユル・ブリンナー                    | ユル・ブリンナー     | ユル・ブリンナー             | ユル・ブリンナー     | ユル・ブリンナー                   | ルー・ダイアモンド・フィリップス | マーティン・ヴィドノヴィック | 渡辺謙                         | ホセ・ラナ               |
| アンナ                   | ガートルード・ローレンス            | パトリシア・モリソン | コンスタンス・タワーズ       | パトリシア・マランド | メアリー・ベス・ペイル             | ドナ・マーフィー                 | サンディ・ダンカン           | ケリー・オハラ                 | ローラ・ミシェル・ケリー |
| タプティム               | ドレッタ・モロウ                    |                      | ジューン・アンジェラ         | パトリシア・ウェルチ |                                    | ジョヒー・チョイ                 |                              | アシュリー・パーク             |                          |
| ルン・タ                 | ラリー・ダグラス                    |                      | マーティン・ヴィドノヴィック |                      |                                    | ホセ・ラナ                       |                              | コンラド・リカモラ             |                          |
| ラムゼイ卿               |                                     |                      |                              |                      |                                    |                                  |                              | エドワード・ベイカー・デュリー |                          |
| チャン王妃               | ドロシー・サーノフ                  |                      |                              |                      |                                    | テウォン・イー・キム             |                              | ルーシー・アン・マイルズ       | ジョアン・アルメディラ   |
| クララホム首相           | ジョン・ジュリアノ                  |                      | マイケル・カーモヤン         | マイケル・カーモヤン |                                    | ランドール・ダク・キム           |                              | ポール・ナカウチ               |                          |
| チュラーンロンコーン王子 | ジョニー・スチュワート              |                      |                              |                      |                                    |                                  |                              |                                |                          |
| ルイス                   | サンディ・ケネディ                  |                      |                              |                      | ジェフリー・ブライアン・デイヴィス |                                  |                              | ジェイク・ルーカス             |                          |
| サイモン王               |                                     |                      | レベッカ・ウエスト           | レベッカ・ウエスト   | レベッカ・ウエスト                 |                                  |                              |                                |                          |
| イライザ                 | ユリコ                              |                      | スーザン・キクチ             |                      | ケイシー・リー・ブリンナー         |                                  |                              |                                |                          |
| その他                   |                                     |                      |                              |                      |                                    | ジェナ・アウシュコウィッツ       |                              |                                |                          |

|                | 1953年度 オリジナル・ウエスト・エンド | 1973年度 ウエスト・エンド再演 | 1979年度 ウエスト・エンド再演 | 2000年度 ウエスト・エンド再演 | 2011年度 全英ツアー          | 2018年度 ウエスト・エンド再演   |
| -------------- | ------------------------------------- | ----------------------------- | ----------------------------- | ----------------------------- | ---------------------------- | ------------------------------- |
| 王様           | ハーバート・ロム                      | ピーター・ワインガー          | ユル・ブリンナー              | ジェイソン・スコット・リー    | ラモン・ティカラム           | 渡辺謙                          |
| アンナ         | ヴァレリー・ホブソン                  | サリー・アン・ハウズ          | ヴァージニア・マッケンナ      | エレイン・ペイジ              | ジョセフィーナ・ゲイブリエル | ケリー・オハラ                  |
| タプティム     |                                       |                               | ジューン・アンジェラ          |                               |                              | ナ・ヨン・チョン                |
| ルン・タ       |                                       |                               | マーティン・ヴィドノヴィック  | ショーン・ガジ                |                              | ディーン・ジョン＝ウィルソン    |
| チャン王妃     | ミュリエル・スミス                    |                               |                               | テウォン・イー・キム          |                              | 森尚子 ルーシー・アン・マイルズ |
| クララホム首相 | マーティン・ベンソン                  |                               | ジョン・ベネット              | ホー・イー                    |                              | 大沢たかお                      |

## 使用楽曲
| 第1幕 - Overture – オーケストラ - "I Whistle a Happy Tune" – アンナ、ルイス - "My Lord and Master" – タプティム - "Hello, Young Lovers" – アンナ - "March of the Royal Siamese Children" – オーケストラ - "A Puzzlement" – 王様 - "The Royal Bangkok Academy" – アンナ、妻たち、子供たち - "Getting to Know You" – アンナ、妻たち、子供たち - "We Kiss in a Shadow" – タプティム、ルン・タ - "A Puzzlement" (リプライズ) – ルイス、チュラーンロンコーン王子 - "Shall I Tell You What I Think of You?" – アンナ - "Something Wonderful" – チャン王妃 - "Buddhist Prayer"/第1幕フィナーレ – 王様、カンパニー | 第2幕 - Entr'acte – オーケストラ - "Western People Funny" – チャン王妃、妻たち - "I Have Dreamed" – タプティム、ルン・タ - "Hello, Young Lovers" (リプライズ) – アンナ - "The Small House of Uncle Thomas" (バレエ) – タプティム、妻たち - "Song of the King" – 王様、アンナ - "Shall We Dance?" – アンナ、王様 - "I Whistle a Happy Tune" (リプライズ) – アンナ - "Something Wonderful" (リプライズ、フィナーレ) – オーケストラ |

## プロダクション

### オリジナル・プロダクション

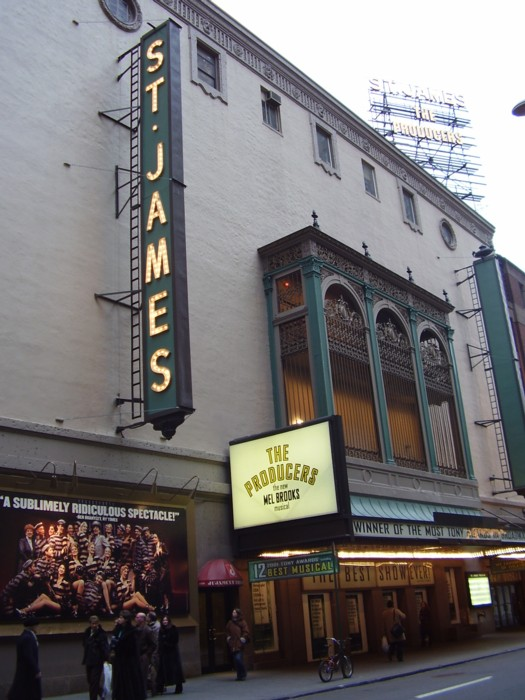
2006年、セント・ジェイムズ劇場

メディアや舞台作品ファンからヒット作の呼び声高く、1951年3月29日、ブロードウェイのセント・ジェイムズ劇場で開幕した。ハマースタインとロジャースは心配しているふりを装った。ロジャースは、観客はその作品の出来そのものではなく、『南太平洋』より出来が良いかを気にしていると不平を言った。その日、ニューヨークでは大雨であったが開演が近付くと雨はやみ、集客に影響は出なかった。原作者のランドンは初演に招待されていなかった。
ブリンナーは主役を食うかのような素晴らしい演技であった。ローレンスは自身の病気をカンパニーのメンバーたちが心配していることを知っていた。演出家のドルテンはローレンスについて「新たな魅力を備えて舞台に立つと、まるで特別な力が彼女に輝きを与えているようであった。彼女は晴れやかで素晴らしかった」と語った。新聞各紙が称賛のレビューを掲載し、ローレンスの士気を高め、ブロードウェイ公演の後はロンドンのウエスト・エンド公演、そして映画版への出演を予見させた。ローレンスはトニー賞ミュージカル主演女優賞を、ブリンナーは助演男優賞、そして作品はミュージカル作品賞、衣裳デザイン賞を受賞した。
ゲムゼ・ド・ラペはローレンスの歌声と演技について以下のように語った:
 毎晩楽屋でガートルード・ローレンスの声をパブリック・アドレスで聞いていると、音程が一定していないように感じていた。しかし私が『Paint Your Wagon 』出演のため降板後、ユル・ブリンナーが招待席を用意してくれ、客席から見て私は彼女に引き込まれた。彼女はスターであって、音程など関係なかった。彼女はまさに作品の中心であった。とても学ぶべきものがあった。

ローレンスは肝細胞癌で死期が近いことを自覚しておらず、この舞台によってますます悪化していった。52歳の時点で、ローレンスは3時間半の公演を週8回、75ポンド (34 kg)の衣裳を着用しつつ、ダンスや演技しながら計4マイル (6.4 km)を動き回らなければならなかった。夏季、舞台の照明の熱も相まって、ローレンスはこれをこなすことが困難になってきたことに気付いた。昼公演は代役のコンスタンス・カーペンターが出演するようになった。その年の終盤、ローレンスの体力が回復し、全公演出演するようになったが、クリスマスまでに胸膜炎にかかって過労に苦悩し、1週間の検査入院をすることとなった。亡くなる9か月前になってもまだ癌は発見されていなかった。1952年2月、気管支炎により1週間休演し、夫のリチャード・オルドリッチはロジャースとハマースタインに春の復活祭の週に公演を全休演してローレンスの完全復帰を待ってくれないか尋ねた。ロジャースとハマースタインはこれを断ったが、6週間、『オクラホマ!』アド・アニー役オリジナル・キャストのセレステ・ホルムが代役を行なうことに決定した。一方、ローレンスの演技は衰えていき、観客の不満が聞こえるようになった。ロジャースとハマースタインはローレンスに「週8回、1,500人もの観客を失望させている」との手紙を書いたがローレンスに届けられることはなかった。8月下旬の昼公演後にローレンスは倒れ、ニューヨーク長老派教会病院に搬送された。ローレンスは昏睡状態となり、1952年9月6日、54歳で亡くなった。遺体の解剖により、肺癌が明らかになった。葬式当日の公演は休演となった。ブロードウェイとウエスト・エンドの照明は落とされた。ローレンスは第2幕の舞踏会用ドレスの衣裳で埋葬された。
カーペンターがアンナ役を後継し、620回上演された。他のアンナ役代役にはホルム、アナマリー・ディッキー、パトリシア・モリソンが就いた。のちにブリンナーは自身は休演したことがないと語ったが、セント・ジェイムズ劇場の裏方が舞台装置で誤ってブリンナーの鼻にあててしまった時と虫垂炎にかかった時に休演した。ほかに1952年の3か月間および1953年の数回はアルフレッド・ドレイクがブリンナーの代役を務めた。子役の1人サル・ミネオはエキストラとして出演し始めたが、最年少の王子役の代役となり、その後チュラーンロンコーン王子の代役となった。ミネオはブリンナーと10年以上共演し、親友となった。他の代役にはチャン王妃役のテリー・サンダースがいる。サンダースは1956年の映画版にもこの役で出演した。1954年3月20日、1,246回上演後閉幕した。当時ブロードウェイ・ミュージカル史上4番目に長いロングラン公演の記録となった。1954年3月22日、ペンシルベニア州ハーシーにあるコミュニティ劇場にてブリンナーとモリソンが出演した全米ツアーが開幕した。30都市で上演後、1955年12月17日、フィラデルフィアにあるシュバート劇場で閉幕した。
1953年10月8日、ロンドンのドルリー・レーンにあるロイヤル劇場でオリジナル・ロンドン・プロダクションが開幕し、観客および批評家から好評を得て、946回上演された。この公演はジェローム・ホワイトにより再演出された。ヴァレリー・ロブソンが最後の主演作としてアンナ役に、ハーバート・ロムが王様役、ミュリエル・スミスがチャン王妃役に配役された。マーティン・ベンソンがクララホム首相役を演じ、映画版でもこの役を再演した。イヴ・リスターがホブソンの代役、ジョージ・パステルがロムの代役となった。『ニューヨーク・タイムズ』紙の劇場コラムニストのブルックス・アトキンソンはリスターとパステルの出演するプロダクションを観劇して平凡であるとの感想を持ったが、スミスに関しては演技も歌声も称賛した。アトキンソンは「この脚本は高水準の美しいミュージカル・ドラマ作品である。可もなく不可もなく上演され続けるだろう」と語った。
その後すぐにオーストラリア、日本、およびヨーロッパ中で上演された。

### 再演
1956年4月および5月の3週間、ニューヨークシティセンター・ライト・オペラ・カンパニーにより再演され、ジャン・クレイトンおよびザカリー・スコットが出演し、ジョン・ファンリーが演出を務め、ロビンスの振付をジューン・グラハムが再現した。ロンドン公演に出演したミュリエル・スミスがチャン王妃役を、映画版に出演したパトリック・アディアートがチュラーンロンコーン王子役を再演した。1960年5月、このカンパニーは3週間の契約でバーバラ・クック、ファーリー・グレンジャー出演で再演し、ファンリーが再び演出を務めた。アトキンソンはクックの澄んだ歌声を称賛し、「徐々に役に威厳を持たせている」と語った。またグレンジャーについて「髪のある王様役で新鮮な視点」と記した。ジョイ・クレメンツがタプティム役、アニタ・ダリアンがチャン王妃役を演じた。1963年6月、シティセンターはアイリーン・ブレナン、マノロ・ファブレガス出演で再演し、ファンリーが再び演出を務めた。クレメンツがタプティム役、ダリアンがチャン王妃役を再演した。1968年5月の3週間、最後のシティセンター・ライト・オペラのプロダクションとしてコンスタンス・タワーズがアンナ役、マイケル・カーモヤンが王様役で上演された。ダリアンがチャン王妃役を再演した。1960年代のこれら3つのプロダクションではロビンスの振付をイライザ役ブロードウェイ・オリジナル・キャストおよびシティセンター再演キャストのユリコが再現した。

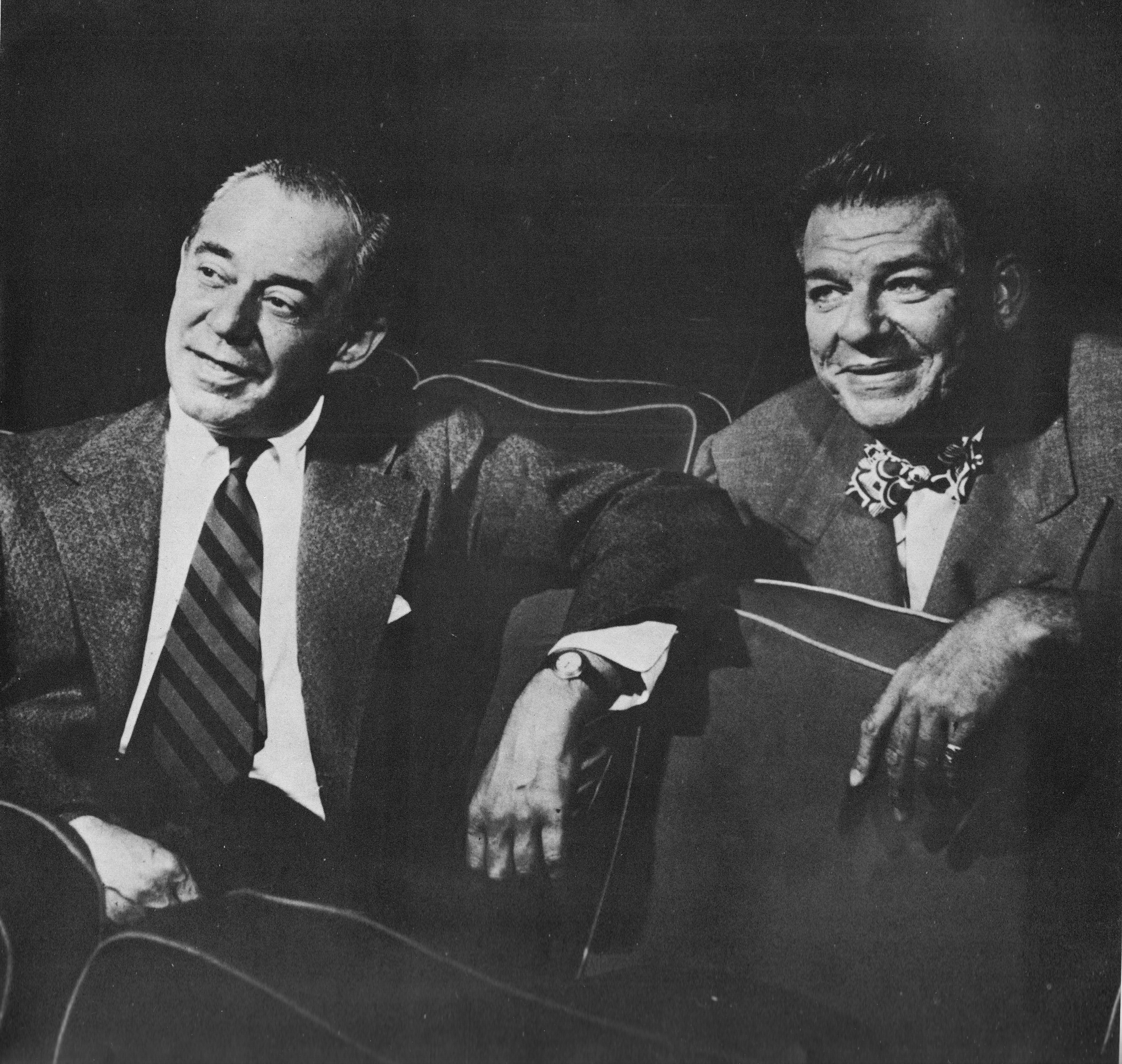
ロジャース(左)とハマースタイン

1964年中期、ロジャースがプロデューサーとしてリンカーン・センターのミュージック・シアターがニューヨーク州立劇場でリーゼ・スティーヴンスがアンナ役、ダーレン・マクギャヴィンが王様役、マイケル・カーモヤンがクララホム首相役で公演を行なった。フランク・ポレッタがルン・タ役、リー・ヴェノラがタプティム役、パトリシア・ニュウェイがチャン王妃役に配役された。オリジナル・プロダクションおよび映画版にたずさわったアイリーン・シャラフが衣裳デザインを務めた。エドワード・グリーンバーグが演出し、ロビンスの振付をユリコが再現した。ミュージック・シアターの初上演作品となり、5週間の契約であった。
1973年10月10日、ロンドンにあるアデルフィ劇場で再演され、260回上演ののち、1974年5月25日に閉幕した。サリー・アン・ハウズがアンナ役、ピーター・ワインガードが王様役に配役された。ロジャー・レドファーンが演出し、シェイラ・オニールが振付した。1973年6月、このプロダクションは英語圏でのツアー公演を開始し、好評を得ていた。『ガーディアン』紙のマイケル・ビリントンは「歌も演技も良い」と記した。ビリントンはアンナ役のハウズを大絶賛したが、ワインガードについて「王様役には繊細過ぎる」と記した。レドファーン演出のプロダクションについては称賛し、「良いペースで進み、劇中バレエの『アンクル・トムの小屋』はとても豪華だ」と記した。『オブザーバー』紙のロバート・カシュマンはやや評価が低く「劇的、経済的に不十分」と記した。カシュマンはワインガードの王様役を威厳があるとして評価したが、ハウズはアンナ役には威厳が足りないとし、「歌声は美しいが、真面目すぎる」と記した。

### ブリンナーの王様役再演

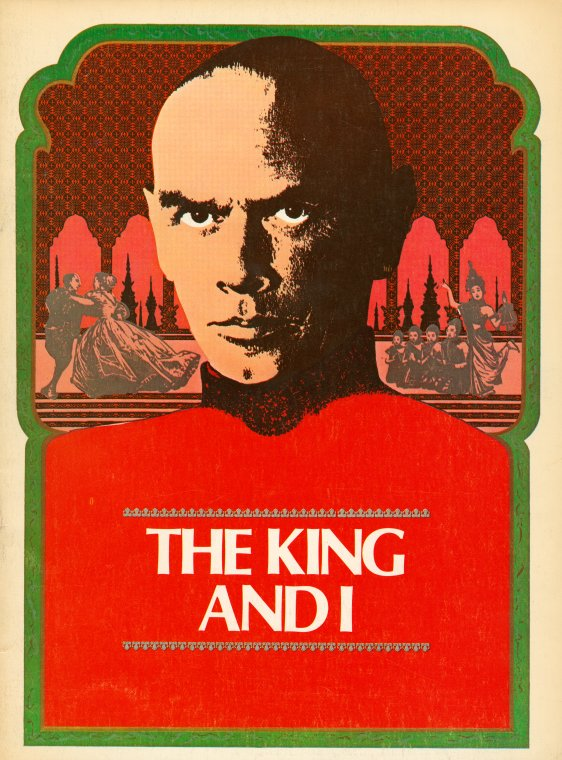
1977年のプログラム表紙

1976年初頭、25年間王様役を演じてきたブリンナーは興行主のリー・グラバーとシェリー・グロスから全米ツアー公演とブロードウェイ再演のオファーを受けた。1976年7月26日、ロサンゼルスにてコンスタンス・タワーズがアンナ役で全米ツアー公演が開幕した。初日、ブリンナーは喉頭炎により、息子ロックがオーケストラ・ピットから発する声に合わせて口パクで演技をした。全米ツアー公演は各都市完売で、1977年5月2日、ユーリス劇場(現ガーシュウィン劇場)でブロードウェイ再演が開幕した。このプロダクションはマーティン・ヴィドノヴィックがルン・タ役、イライザ役オリジナル・キャストのユリコの娘スーザン・キクチがイライザ役に配役された。ユリコが演出およびロビンスの振付の再現を行なった。シャラフが再度衣裳デザインを担当し、カーモヤンがクララホム首相役を再演し、ジューン・アンジェラがタプティム役に配役された。約2年かけて696回上演し、うち3週間、タワーズの代役にアンジェラ・ランズベリー、ブリンナーの代役にカーモヤンが入った。このプロダクションはドラマ・デスク・アワードミュージカル作品賞にノミネートされた。
ブリンナーはユーリス劇場についてまるで「公衆トイレ」のようだと語った。またブリンナーはツアー公演の劇場やユーリス劇場では楽屋を自分仕様にアレンジしていたと語った。ブリンナーの伝記作家のミケランジェロ・キャプアによると、出演者たちはブリンナーが全米の舞台裏施設を改善してくれたと感謝していた。『ニューヨーク・タイムズ』紙のレビュー記者クライヴ・バーンズは再演について「出演者がとても良い。ブリンナーの笑顔や魅力は開幕当時とほとんど変わらない」とし、タワーズは「甘すぎず上品で美しい」と評した。しかし『タイムズ』誌の批評家メル・ガッソーは再演終盤で「ブリンナーの惰性的カリスマ性には限りがある」と記した。

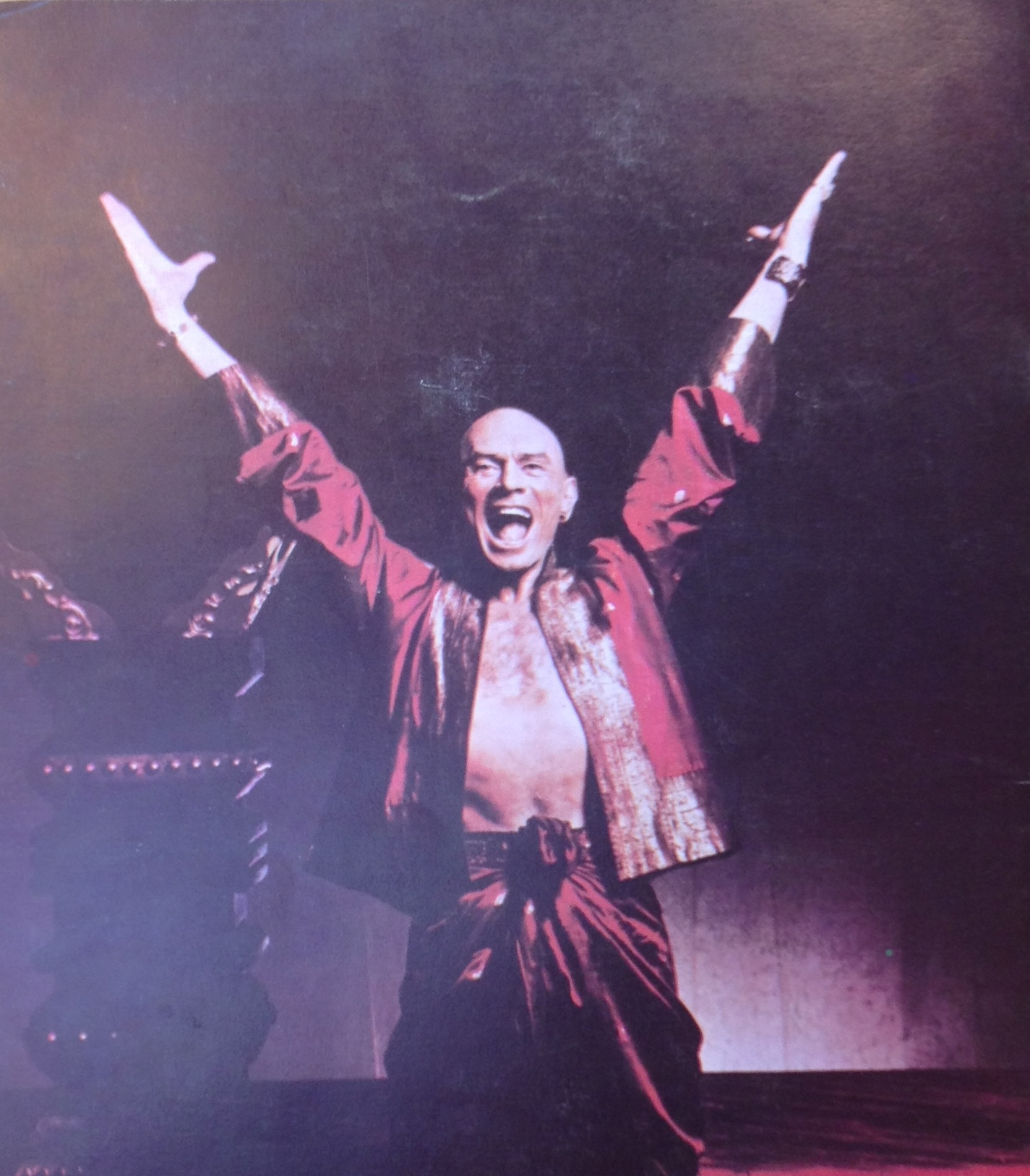
1977年のブリンナー。「毎日最善を尽くしている」と語った。

1979年、ニューヨーク公演後、ブリンナーとタワーズが出演したツアー公演が再開された。1979年6月12日、このプロダクションはウエスト・エンドにあるロンドン・パラディウムに移行し、イギリスの舞台史上最大売上を記録した。ブリンナーは「舞台はなまものである」と語った。ロンドン公演ではヴァージニア・マッケンナがアンナ役を務め、ローレンス・オリヴィエ賞を受賞した。ジューン・アンジェラがタプティム役を再演し、ジョン・ベネットがクララホム首相役を演じた。1980年9月27日に閉幕した。
ブリンナーはロンドン公演終演後数か月休みを取り、3度目の離婚をした。1981年初頭、同じプロダクションでの全米ツアーが再開し、ブロードウェイ公演に移行した。ミッチ・リーがプロデュースおよび演出を務め、ロビンスの振付を1977年のユーリス公演に引き続きレグリーのサイモン王役を演じたレベッカ・ウエストが再現した。パトリシア・マランドがアンナ役を演じ、マイケル・カーモヤンがクララホム首相役を再演し、パトリシア・ウェルチがタプティム役を演じた。1981年、ケイト・ハンター・ブラウンがアンナ役を後継し、その後の1年半以上演じ続けた。1983年までにメアリー・ベス・ペイルがアンナ役に配役された。1983年9月13日、ロサンゼルス公演にてブリンナーは王様役4,000回記念公演を行なった。しかし手術不可能な肺癌にかかり、腫瘍縮小のための痛みを伴う放射線療法を受けるため数か月間閉幕した。『ワシントン・ポスト』紙の批評家は1984年12月のブリンナーのさよならツアー公演と予想された公演を観劇し、以下のように記した:
1951年、ブリンナーがオリジナル・プロダクションに出演した時、彼はまだ新人で、ガートルード・ローレンスはスター女優であった。33年が経ち、上演回数は4,300回となり、彼は王様役だけでなく、舞台の王様となった。演技の天才であるだけでなく、この長期間、役を改善する才能もあるに違いない。表情も動きも適切である。腰に手を当てる仕草、坊主頭、強面がP&Gのミスター・クリーンを思い起こさせ、ミスター・クリーンは最初にブリンナーを思い起こさせる。

1985年1月、ニューヨークにあるブロードウェイ劇場で191回上演され、ブリンナー、ペイル、ウエストが再び出演した。イライザ役はブリンナーの4番目の妻ケイシー・リー・ブリンナーが配役され、新人のジェフリー・ブライアン・デイヴィスがルイス役を演じた。この間、ブリンナーは耳と咽喉の感染症で『A Puzzlement 』が歌えなくなったが、バルコニーの上で「エネルギーを爆発させていた」。ブリンナーはトニー賞において特別賞を受賞し、そしてアンナ役のペイルは助演女優賞に、リーは演出賞にノミネートされた。『ニューヨーク・タイムズ』紙の批評家のフランク・リッチはブリンナーを「アンナに挨拶する『The March of the Siamese Children 』での子供たちとのコミカルな父親、そしてもちろん臨終のシーンなどが最高であった。役者としての力を兼ね備えたスターであるブリンナーは『王様と私』に不可欠である」と称賛したが、プロダクションに対しては「活気がない」と記した。1985年6月30日の閉幕日、ブリンナーの4,625回出演に敬意を表してスペシャル版で上演された。閉幕から4か月も経たない10月10日、ブリンナーは亡くなった。
1989年8月から1990年3月、北米ツアー公演が行なわれ、ルドルフ・ヌレエフが王様役、リズ・ロバートソンがアンナ役、カーモヤンがクララホム首相役に配役され、ロビンスのオリジナルの振付でアーサー・ストーチが演出した。レビューは一様に批判的で、王様役を演じたヌレエフに関して「招かれざる客であるすねた若者のようにその辺に立っている。ダンス曲でさえうまくいっていない。ロジャースとハマースタインの王様は人の心を引き付けるものであるが、ヌレエフの王様は曲『Something Wonderful 』に描かれているものと全く違う。そのため皆が恐ろしい有権者と関わっているように装う茶番に見え、個性がほとんど見えない」とされた。

### 1991年-2002年、レンショウによるプロダクション
1991年、オーストラリアにて、オリジナル公演から離脱した新解釈の再演が行なわれ、クリストファー・レンショウが演出を務め、トニー・マリニョが王様役、ヘイリー・ミルズがアンナ役を演じた。レンショウは記録されていた演出法を全く無視し、レンショウが考える「真のタイ王国」に近づけるようにした。装置はエレガントさが減って暗くなったが、アンナと若い王様が際立つようになった。アンナと王様の関係性はよりわかりやすくなった。レンショウは「台詞や歌詞をいくつかカットし、外国の雰囲気を強調するためタイの言葉にしたものもある」とし、アジア人役は全てアジア人俳優が演じた。レンショウはラー・ラボヴィッチに第1幕の王様登場シーンと第2幕の白い象の登場シーンのロビンスの振付をスピリチュアル・バレエに作り替えるよう頼んだ。レンショウによると「宮殿では赤や金色がとても印象的」となり、装置、衣裳関係はバンコクの宮殿などのイメージ、建築などのデザインの影響を受けていた。例えば舞台は象をかたどった柱で囲み、第1幕に大きなエメラルド仏が登場し、あちこちに数多くの象のイメージがちりばめられた。レンショウは「象はとても神聖なものであり、タイの国民たちは仏の化身だと信じている」と語った。
スタンリー・グリーンは自著『Encyclopedia of the Musical Theatre 』の中で、「『王様と私』は民族や文化の違う人々との相互理解の重要性」が中心テーマと記したが、レンショウは1950年代の「特定の文化の真の理解というよりも、異国趣味として使用されるオリエンタリズム」であると感じていた。このプロダクションはレンショウが実際訪れたタイの真の文化、美観、宗教観として宣伝された。『プレイビル』誌は「東洋対西洋のイデオロギーと文化のぶつかり合い」と記した。芸術学教授アイリーン・ブルメンタルは「ポリティカル・コレクトネス世代の作品」と語った。ブルメンタルは『王様と私』におけるアジア文化の扱いは初演から半世紀近く心無い理解をされているとする一方、ロジャースとハマースタインの脚本自体は「東洋が西洋から学ぶのと同様、西洋も東洋から学ぶ」とし、アジアの主題の扱いは作り事であって現実的ではないとの前提であり、この頃のオリエンタリスト文学の中では最も気配りがされているとしている。ブルメンタルは『王様と私』は西洋人なら誰にでも起こりうる話であり、佳作であるため上演をやめるべきではないと語った。
1996年4月11日、ブロードウェイにあるニール・サイモン劇場で再演され、ドナ・マーフィーがアンナ役を演じてトニー賞を受賞し、ルー・ダイアモンド・フィリップスが王様役を演じた。ランドール・ダク・キムがクララホム首相役、ホセ・ラナがルン・タ役、ジョヒー・チョイがタプティム役、イー・キムがチャン王妃役に配役された。ジェナ・アウシュコウィッツが子役の1人としてブロードウェイ・デビューした。トニー賞において8部門にノミネートされ、再演ミュージカル作品賞のほか3部門を受賞した。トニー賞にノミネートされたフィリップスとチョイは、シアター・ワールド賞を受賞した。またドラマ・デスク・アワードにおいて7部門にノミネートされ、再演ミュージカル作品賞を受賞し、レンショウは演出賞を受賞した。衣裳デザインのロジャー・カーク、装置デザインのブライン・トンプソンはそのデザインの豪華さを称賛され、トニー賞およびドラマ・デスク・アワードの両方を受賞した。後期にアンナ役がフェイス・プリンスに交代し、その後マリー・オズモンドが後継し、王様役はケヴィン・グレイに交代した。このブロードウェイでの再演は780回上演された。その後全米ツアー公演を行ない、ミルズがアンナ役、ヴィクター・タルマッジが王様役を務めた。このツアーでのアンナ役にはほかにオズモンド、サンディ・ダンカン、ステファニー・パワーズが配役され、1998年6月、シカゴにてアンナ役はモウリン・マガヴァンが務め閉幕した。
2000年5月3日、ロンドン・パラディウムにて開幕し、カークとトンプソンのデザインを使用してレンショウが演出、ラドヴィッチが振付を行なった。前売りチケット売り上げ£800万と報じられた。エレイン・ペイジがアンナ役、ジェイソン・スコット・リーが王様役、ショーン・ガジがルン・タ役、ホー・イーがクララホム首相役に配役された。テウォン・イー・キムがチャン王妃役を再演し、『オブザーバー』は「何か光るものを持っている」と記した。ローレンス・オリヴィエ賞のミュージカル作品賞にノミネートされた。上演期間後期、王様役はリーからポール・ナカウチに交代した。代役はアンナ役にジョシー・ローレンス、王様役にキオ・ウルフォード、クララホム首相役にサイード・ジャフリーが配役された。この公演はおおむね好評であった。『デイリー・ミラー』紙は「昨夜の『王様と私』再演は大成功であった」と記した。『デイリー・エクスプレス』紙は「好き嫌いに関わらず、『王様と私』のヒットは止められない」と記した。しかし『バラエティ』誌は王様とアンナの間の感情に欠けるとし、「チャン王妃が大絶賛される一方、シャムの何かが誤って描かれている」と記した。2002年1月5日、閉幕した。

### 2004年以降
2004年中期、全米ツアー公演が開幕し、5歳の時に子役で出演したことのあるベヨーク・リーが演出し、スーザン・キクチがロビンスの振付を再現した。サンディ・ダンカンがアンナ役を再演し、1977年にブロードウェイでルン・タ役を演じ、1999年にアニメ映画版で王様の声を担当したマーティン・ヴィドノヴィックが王様役を演じた。2005年、ステファニー・パワーズがダンカンの後継となった。2005年11月、上演期間終盤、『バラエティ』誌はリーの演出は「作品自体の美しさと、そのエキゾチックさを用いて」成功をおさめたと記した。
2009年6月、ジェレミー・サムズが演出、キクチが振付を担当し、ロンドンにあるロイヤル・アルバート・ホールで期間限定公演が行なわれた。マリア・フリードマンがアンナ役、ダニエル・デイ・キムが王様役を務めた。2011年12月から2012年5月まで、ラモン・ティカラムが王様役、ジョセフィーナ・ガブリエルがアンナ役、ポール・ケリーソンが演出、デイヴィッド・ニーダムが振付で全英ツアー公演が行なわれた。
2014年6月、パリのシャトレ座でリー・ブレイクリー演出、スーザン・グラハムがアンナ役、ランベール・ウィルソンが王様役、リサ・ミルンがチャン王妃役で英語版『王様と私』が上演された。『ニューヨーク・タイムズ』紙は「フランスの批評家が探し求めていた最高傑作が新たな演出で上演された」と記した。2014年4月、オペラ・オーストラリアによるレンショウのプロダクション再演がシドニー、メルボルン、ブリスベンで行われ、レンショウが演出、リサ・マキュンがアンナ役、テディ・タフ・ローズが王様役を務めた。複数の批評家が、シャムの宮殿を未開の地として描いたことに疑問を持ち、「タイ人たちがイギリスの文化を誤解していることを笑う物語がなぜ再演されたのか」と語った。
2015年、ヴィヴィアン・ビューモント劇場にて4回目のブロードウェイ再演が上演され、3月12日からプレビュー公演、4月16日から正式に開幕した。バートレット・シアが演出、ケリー・オハラがアンナ役を務め、渡辺謙が王様役でアメリカでの初舞台を踏んだ。ルシー・アン・マイルズがチャン王妃役、ポール・ナカウチがクララホム首相役、アシュリー・パークがタプティム役、コンラド・リカモラがルン・タ役、ジェイク・ルーカスがルイス役、エドワード・ベイカー・デュリーがラムゼイ卿役を演じた。クリストファー・ガッテリがロビンスのオリジナルの振付を基に振付した。マイケル・イヤガンが装置デザイン、キャサリン・ザバーが衣裳デザイン、ドナルド・ホルダーが照明デザインを担当した。ホセ・ラナ、フン・リー、ダニエル・デイ・キムなどが王様役の代役となった。マリン・メイジーなどがアンナ役の代役となった。レビューは一様に称賛しており、『ニューヨーク・タイムズ』紙のベン・ブラントリーは「華やかなプロダクション」と評し、オハラら出演者、演出、振付、デザイン、オーケストラを称賛し、シアの演出について「まだ色あせていないヴィンテージ素材に光を当てつつ、親しみを込めて改訂を行なった」と語った。トニー賞において渡辺に対する主演男優賞を含む9部門にノミネートされ、再演ミュージカル作品賞、ミュージカル主演女優賞(オハラ)、助演女優賞(マイルズ)、衣裳デザイン賞(ザバー)の4部門で受賞し、ドラマ・デスク・アワードでも再演ミュージカル作品賞を受賞した。538回上演後、2016年6月26日に閉幕し、11月にローラ・ミシェル・ケリーがアンナ役、ラナが王様役、ジョアン・アルメディラがチャン王妃役で全米ツアー公演が開幕した。
『王様と私』はコミュニティ・シアター、学生演劇、サマー・キャンプ、地方劇団などで人気の演目として演じられ続けている。

## 日本での上演
1965年4月、梅田コマ劇場で初演された。演出は東宝専務であった菊田一夫、翻訳は東宝副社長であった森岩雄、訳詩は越路吹雪のマネージャーである岩谷時子、音楽監督は越路の夫内藤法美が担当。同年12月に東京宝塚劇場で再演された公演が、1966年に第11回テアトロン賞を受賞した。
2012年公演では映画演劇文化協会の公益事業「ハロー・ミュージカル! プロジェクト」として上演。王様役は22年ぶりの松平健が配役、アンナ役には当初貴城けいが配役、急性肺炎で降板紫吹淳が配役。
|                          | 1965年度 梅田コマ劇場 東京宝塚劇場 | 1968年度 帝国劇場    | 1973年度 帝国劇場    | 1976年度 帝国劇場    | 1979年度 日生劇場    | 1980年度 帝国劇場    | 1988年度 東京宝塚劇場 帝国劇場 中日劇場 | 1996年 日生劇場 | 1999年度 帝国劇場 博多座 | 2002年度 梅田コマ劇場 | 2012年度 ゆうぽうとホール 東京国際フォーラム 全国ツアー | 2024年 日生劇場 |
| ------------------------ | ---------------------------------- | -------------------- | -------------------- | -------------------- | -------------------- | -------------------- | --------------------------------------- | --------------- | ------------------------ | --------------------- | ------------------------------------------------------- | --------------- |
| 王様                     | 市川染五郎(松本白鸚)               | 市川染五郎(松本白鸚) | 市川染五郎(松本白鸚) | 市川染五郎(松本白鸚) | 市川染五郎(松本白鸚) | 市川染五郎(松本白鸚) | 松平健                                  | 髙嶋政宏        | 髙嶋政宏                 | 髙嶋政宏              | 松平健                                                  | 北村一輝        |
| アンナ                   | 越路吹雪                           | 那智わたる           | 草笛光子             | 草笛光子             | 安奈淳               | 安奈淳               | 鳳蘭                                    | 一路真輝        | 一路真輝                 | 一路真輝              | 紫吹淳                                                  | 明日海りお      |
| タプティム               | 淀かほる                           | 加茂さくら           | 由紀さおり           | 由紀さおり           | 岡崎友紀             | 斉藤昌子             | 久野綾希子                              | 本田美奈子      | 本田美奈子               | 本田美奈子            | はいだしょうこ 平田愛咲                                 | 朝月希和        |
| ルン・タ                 | 立川澄人                           | 立川澄人             | 池田稔光             | 池田鴻               | あぜち守             | 布埜秀昉             | 羽賀研二                                | 石井一孝        | 安崎求                   | 安崎求                | 藤岡正明 石井一彰                                       | 竹内將人        |
| ラムゼイ卿               | ジェリー伊藤                       | 益田喜頓             | 益田喜頓             | 益田喜頓             | 益田喜頓             | 益田喜頓             | 益田喜頓                                | 藤木孝          | 藤木孝                   | 藤木孝                | 橋爪淳                                                  | 中河内雅貴      |
| チャン王妃               | 南美江                             | 南美江               | 淀かほる             | 淀かほる             | 淀かほる             | 淀かほる             | 淀かほる                                | 秋山恵美子      | 秋山恵美子               | 秋山恵美子            | 花山佳子                                                | 木村花代        |
| クララホム首相           | 中村吉五郎 金田龍之介              | 加藤武               | 加藤和夫             | 田中明夫             | 高木均               | 金井大               | 金田龍之介                              | 松山政路        | 松山政路                 | 松山政路              | 磯部勉                                                  | 小西遼生        |
| 通訳                     | 小鹿敦 沢村いき雄                  | 沢村いき雄           |                      | 丸山博一             |                      |                      | 園田裕久 山下啓介                       |                 |                          |                       | 園田裕久                                                |                 |
| オルトン船長             |                                    |                      | 溝江博               |                      | 小宮守               | 原田清人             |                                         |                 |                          |                       |                                                         | 今拓哉          |
| チュラーンロンコーン王子 | 岡崎友紀                           | 中村勘九郎           | 岡村清太郎           | 和栗正明             | 小野寺嗣夫           | 内囲慎一             |                                         |                 |                          |                       | 中村ルミーナ 大野哲詩                                   |                 |
| ルイス                   | 白田和夫                           | リンダ・パール       | ウイリアム浩         | マーク・デントン     | スティーヴン・ノード | 萩原純               |                                         |                 |                          |                       | 上白石萌音 石井日菜 春原早希 小嶋一星                   |                 |
| サイモン王               |                                    |                      |                      |                      |                      |                      | 真島茂樹                                |                 |                          |                       | 真島茂樹                                                |                 |

## 派生作品
1956年、ブリンナーが王様役を再演し、デボラ・カーがアンナ役を演じて映画『王様と私』が製作された。アカデミー賞において監督賞、主演女優賞(カー)を含む9部門にノミネートされ、主演男優賞(ブリンナー)、衣裳デザイン賞(シャラフ)を含む5部門で受賞した。ウォルター・ラングが監督、ロビンズが振付を担当した。リタ・モレノがタプティム役に配役され、サンダースがチャン王妃役、アディアートがチュラーンロンコーン王子役、ベンソンがクララホム首相役を再演し、ユリコとド・ラペがダンサーとして出演した。そしてマーニ・ニクソンがアンナ役の歌の吹き替えを行なった。アラン・モウブレイが新たなイギリス大使役を演じ、ジェフリー・トーンが公使でなくなったエドワード役を演じた。映画版の脚本は舞台版を忠実に再現しているが、いくつかの曲がカットされた。評判は高く、トーマス・ヒスチャックは自著『The Rodgers and Hammerstein Encyclopedia 』の中で「ロジャース&ハマースタイン作品の映画化の中で最高傑作」と記した。ただしタイ政府は舞台版も映画版もタイ王室に対する名誉棄損として上演および上映を禁止した。
1972年9月17日から、CBSにてミュージカルではないドラマ版『アンナと王様』が、ブリンナーが王様役で放送されたが、12月31日に第13エピソード放送後シーズン半ばで打ち切りとなった。舞台版の脚本におおまかに沿った物語で、王様とアンナの関係に焦点を置いていた。サマンサ・エッガーがアンナ役、ブライアン・トチがチュラーンロンコーン王子役、ケイ・ルークがクララホム首相役、エリック・シアがルイス役、リサ・ルーがチャン王妃役、ロザリンド・チャオがセレナ王女役を演じた。原作者のマーガレット・ランドンはこのドラマに納得せず、自身の作品を「不正確で支離滅裂な描写」にされたとして著作権侵害と共に製作側を訴えた。しかし著作権侵害の訴えは敗訴となった。
1989年2月から1990年9月まで、ロビンズが手掛けた初期のブロードウェイ作品から構成され、自身の演出によるブロードウェイ・レビュー『ジェローム・ロビンズのブロードウェイ』が上演された。トニー賞においてミュージカル作品賞を含む6部門で受賞した。『王様と私』からはキクチがエリザ役を務め『Shall We Dance 』、『The Small House of Uncle Thomas 』のバレエが取り上げられた。ユリコは振付再現アシスタントを務めた。
1999年、リッチクレスト・アニメーション・スタジオとモーガン・クリーク・プロダクションはアニメ版『王様と私』を公開した。いくつかの曲や登場人物は重なっているが、ロジャース&ハマースタイン版とは関連がない。子供向けに作られているため、竜を含む動物たちが登場する。ミランダ・リチャードソンがアンナの話し声、クリスチャン・ノルがアンナの歌声、マーティン・ヴィドノヴィックが王様役、イアン・リチャードソンがクララホム首相役、アダム・ワイリーがルイス役を担当した。ヒスチャックはこのアニメ版に納得しなかったが、声や、エンドロールにバーブラ・ストライサンドの1985年のアルバム『The Broadway Album 』から『I Have Dreamed 』、『We Kiss in a Shadow 』、『Something Wonderful 』のメドレーが流れたことを評価した。ヒスチャックは「ロジャース&ハマースタイン・オーガニゼーションがこのアニメ版作成を許可したなんて」、そして「初演から約50年が経ち、子供たちが踊る竜に頼らずに舞台版の『王様と私』を楽しんでいるのに」と驚きを伝えた。オーガニゼーション代表のテッド・チャピンは派生作品の許可を与えた最大の失敗作と語った。

## 音楽およびレコーディング

### 音楽

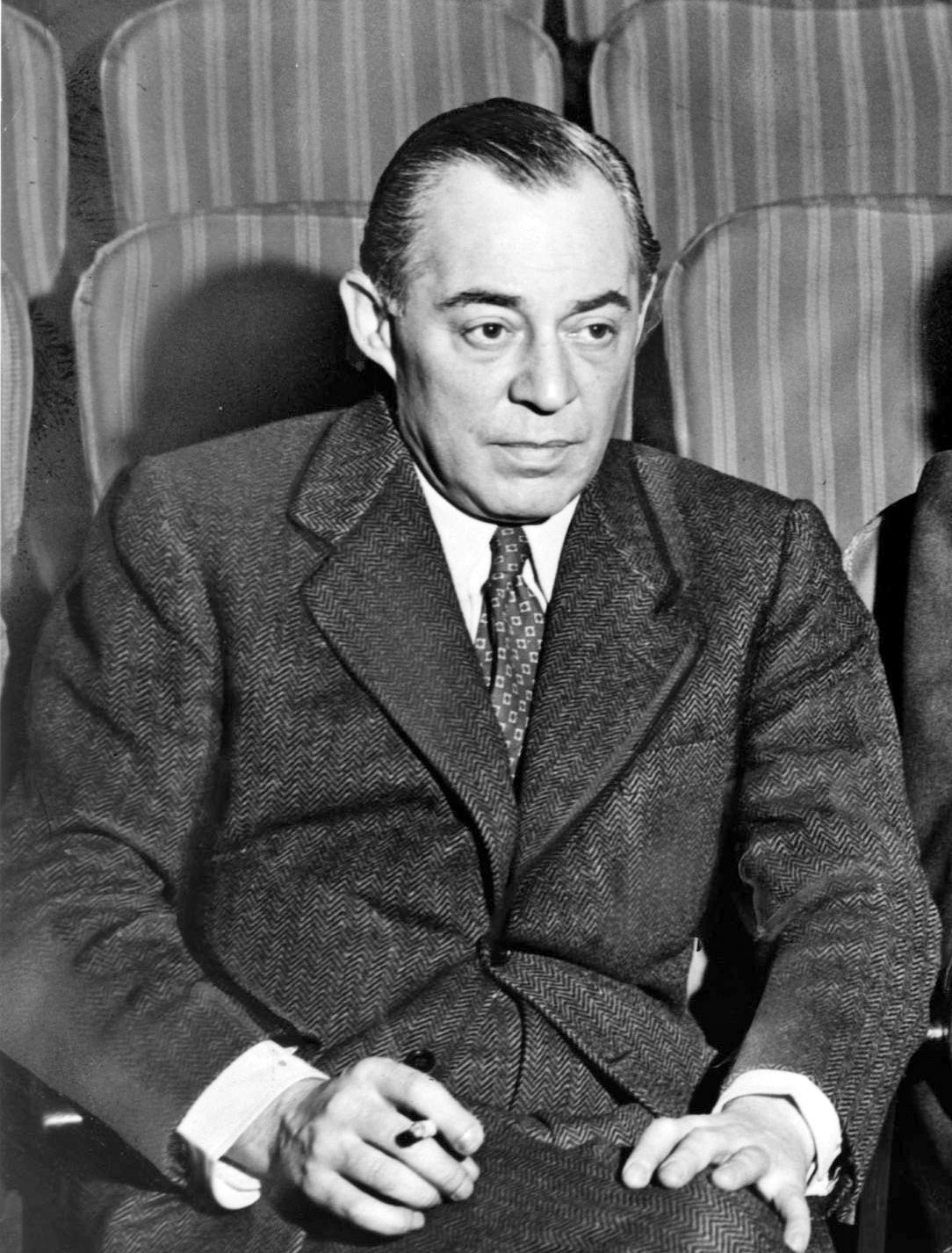
リチャード・ロジャース

ロジャースは音楽にアジアのテイストを加えることを考えた。『A Puzzlement 』の長二度、『We Kiss in a Shadow 』のフルートのメロディ、空虚五度、『My Lord and Master 』のエキゾチックなコードなどに表現されている。『The Small House of Uncle Thomas 』の曲はロジャースは一部しか手をつけておらず、『Hello, Young Lovers 』や『A Puzzlement 』から引用しつつダンス・ミュージック・アレンジャーのトルード・リットマンがそのほとんどを作曲した。
以前ショー・チューンではAABAフォームが主流であったが、『王様と私』はそのフォームとは違っていた。『I Have Dreamed 』は最初から最後に次のメロディがかぶるまで同じテーマがバリエーションを変えて繰り返された。『Getting to Know You 』の三連符と四分音符2つで構成される最初の5音も何度も繰り返される。作家のイーサン・モーデンによると、お決まりのフォームを取り入れないことにより、「何度聞いても色あせない。ロジャースとハマースタインはシチュエーションやキャラクターを描き、観客を驚かせる」。
ロジャースの伝記作家ウィリアム・ハイランドによると、『王様と私』の音楽は、純粋に観客を楽しませる音楽を使用している『南太平洋』よりも物語に沿っている。例えばオープニングの『I Whistle a Happy Tune 』ではアンナが幼い息子と共に見知らぬ土地に足を踏み入れることへの恐れを表現しつつ、快活なメロディでアンナの決意に気を引き締める様子も表現している。ハイランドは『Hello, Young Lovers 』は最初の8小節に2コードしか使用していないシンプルな曲でありながら直接感情に訴えるロジャースの典型的バラードとした。

### レコーディング
1951年、デッカ・レコードからオリジナル・キャスト・レコーディングがリリースされた。ジョン・ケンリックはルン・タ役のラリー・ダグラスとタプティム役のドレッタ・モロウのカップル、そしてアンナ役のローレンスの心のこもった演技を称賛した。ケンリックは「『Shall We Dance 』は短縮され、子供たちの声は入っていない。コーラスの入った『Getting to Know You 』は大人っぽい仕上がりになっている」と記した。2000年、このアルバムはグラミーの殿堂入りを果たした。ヒスチャックはロンドン・キャスト・アルバムについて、アンナ役のヴァレリー・ホブソンの声はローレンスほど力強くなく、聴き所はチャン王妃役のミュリエル・スミスの『Something Wonderful 』であるがカットされ過ぎていると語った。ヒスチャックは映画版でのアンナ役歌声吹き替えのマーニ・ニクソンの歌声を称賛した。ケンリックは映画からカットされた曲も収録されていることを評価し、またニクソンの歌声を称賛して映画の見た目だけでなく歌声を聞きつつ映画を観ることを推奨した。

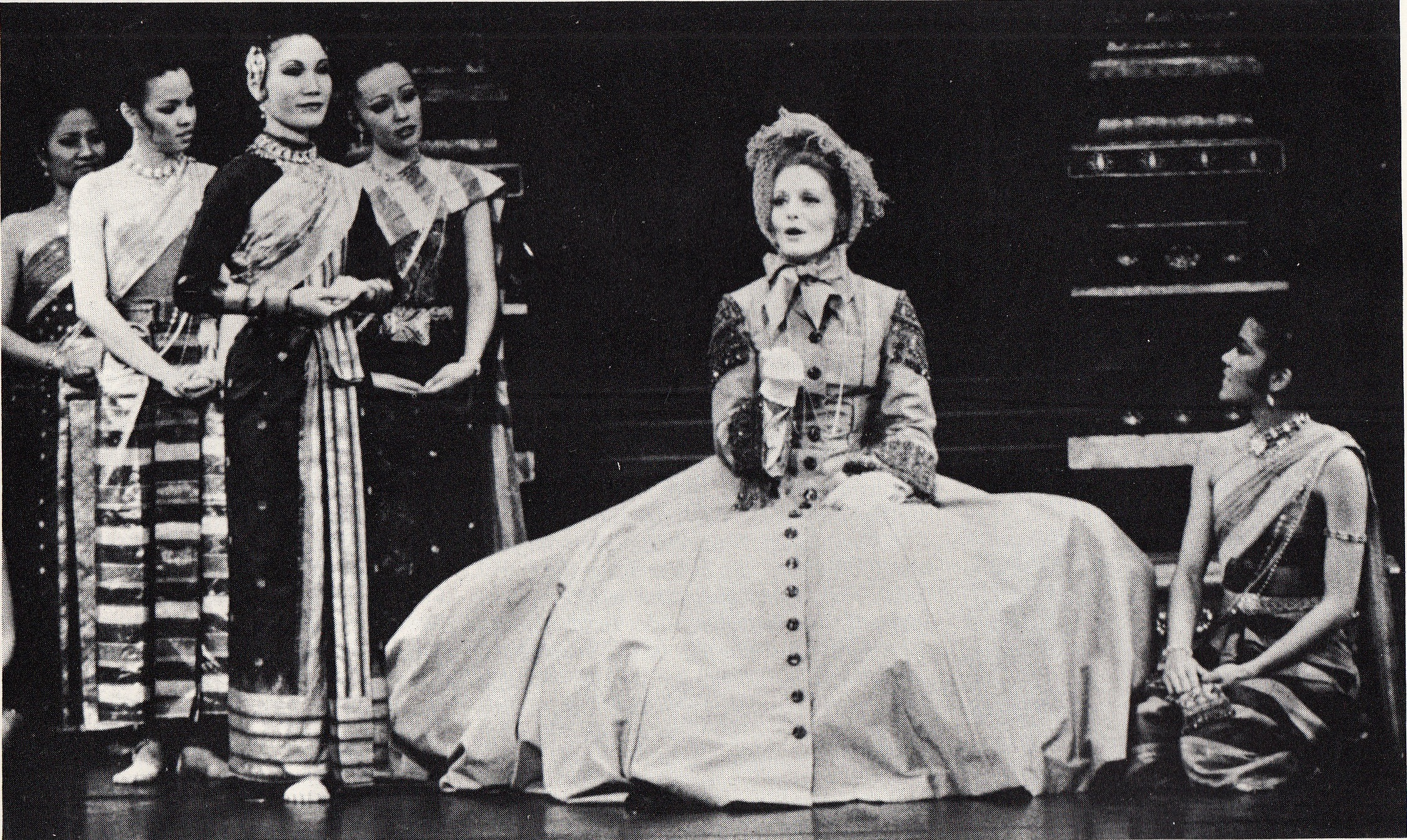
1977年、『Hello, Young Lovers 』。アンナ役はタワーズ、タプティム役はジューン・アンジェラ(右)、チャン王妃役はハイ・ユン・チョイ(左から3人目)

ケンリックは初期のものでは1964年のリンカーン・センター・キャスト・レコーディングを気に入っており、特にアンナ役のリーゼ・スティーヴンスとチャン王妃役のパトリシア・ニュウェイの演技を称賛した。これまでLPレコードの収録可能時間である約50分を超えるためカットされていた『The Small House of Uncle Thomas 』が初めて収録された。ケンリックは1977年のブロードウェイ再演版のアルバムが最も満足できると語った。ケンリックはブリンナーの最高傑作とし、タワーズを偉大、ヴィドノヴィック、アンジェラなどの助演俳優らを素晴らしいと評価し、『The Small House of Uncle Thomas 』がカットされたことは残念だと語った。ヒスチャックは、活気のあった初期のブリンナーを好む者もいると思うと語った。ケンリックは1992年のエンジェル・スタジオ版を好み、舞台でアンナ役を演じたことのないジュリー・アンドリュースのアンナ役を魅力的だと評した。ケンリックは1996年のブロードウェイ再演版レコーディングのアンナ役のドナ・マーフィと王様役のルー・ダイアモンド・フィリップスを称賛し、フィリップスについて「ブリンナーのイメージを払拭した数少ない俳優」と評した。ヒスチャックは1999年のアニメ版のサウンドトラックに関し、アンナ役のクリスチャン・ノル、王様役のマーティン・ヴィドノヴィック、そしてバーブラ・ストライサンドはアニメ映画自体よりもサウンドトラックとしてとても良かったと語ったが、ケンリックはこのサウンドトラックのCDはコースターとして使用したと語った。

## 評価

1951年、『Shall We Dance? 』。アンナ役のローレンスと王様役のブリンナー。

初演のレビューは大変好評だった。『ニューヨーク・ポスト』紙のリチャード・ワッツは「ロジャース&ハマースタインの新たな傑作」と記した。批評家ジョン・メイソン・ブラウンは「ロジャース&ハマースタインは再び成し遂げた」と語った。『ニューヨーク・タイムズ』紙の劇評家ブルックス・アトキンソンは「ロジャース&ハマースタインは目新しいことに挑戦してはいないが、再度舞台作品を作り上げた。『王様と私』は美しく愛すべき作品である」と記した。しかし『ザ・ニューヨーカー』誌のジョン・ラードナーは数少ない批判をし、「ロジャース&ハマースタインのミュージカルはまじめすぎると感じる者でさえ満足できる」と記した。『ニューヨーク・ヘラルド・トリビューン』紙のオーティス・ガーンジーは「昨夜のようなミュージカルや主役はもう出てこないだろう。ブリンナーのような役者になるのは難しい。この10年で最も素晴らしい公演であった」と記した。
オリジナル・ロンドン・プロダクションの評価はおおむね好評であった。『オブザーバー』のアイヴァー・ブラウンは「何年もドルリー・レーンで上演し続けるだろう」と語った。『タイムズ』紙の匿名の批評家はギルバート・アンド・サリヴァンを引き合いにし、「ロジャースは王様の描き方をサリヴァンのものより破天荒にし、ハマースタインはギルバート風ユーモアをとてもうまく取り入れている」と記した。『デイリー・エクスプレス』紙のジョン・バーバーはあまり良い評価をせず、「『ミカド』を甘ったるくしたような作品」とし、本当に歌えるのはチャン王妃役のミュリエル・スミスのみだと記した。

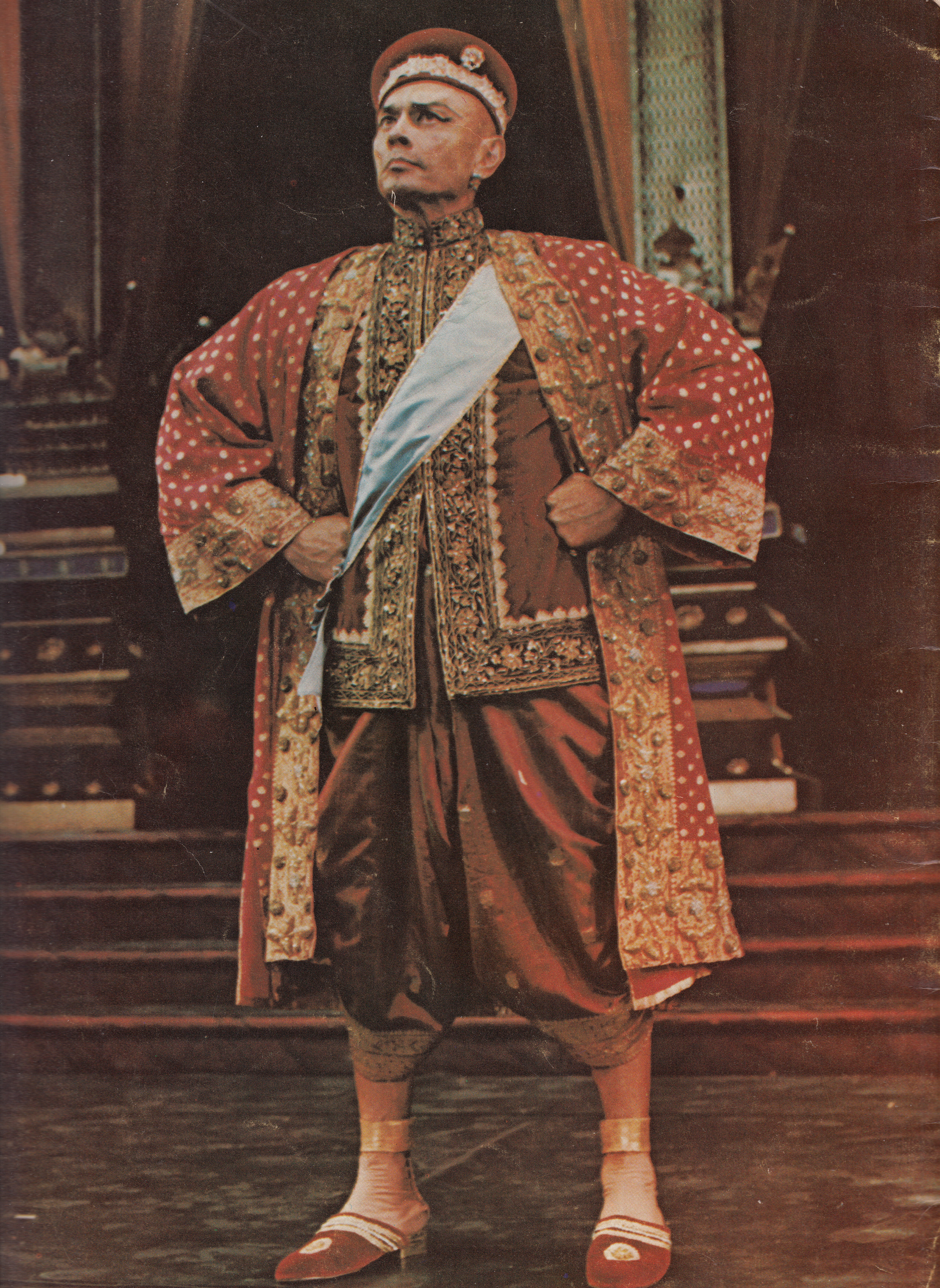
1977年、ブロードウェイ・プロダクションのブリンナー

1963年、『ニューヨーク・タイムズ』紙のレビュワーであるルイス・ファンクは「ハマースタインはイギリス人女性の冒険、傷心、成功の物語に寛大な心を吹き込んだ。世界観を持つ男を通して、ハマースタインはランドンの本により人間としての運命共同体に対する考え方を語る機会を得た」と記した。14年後、『タイムズ』のレビュワーであるクライヴ・バーンズは「素朴で穏やかである。笑いや甘いセンチメンタルな涙で光が当てられたとしても、我々はその死でさえもハッピー・エンディングと感じることができる」と記した。
1996年のブロードウェイ再演は賛否両論であった。『ニューヨーク・タイムズ』紙のヴィンセント・キャンビーは好ましく思わず、「まるで100万ドルをかけた地方劇団がブロードウェイで上演しているようで落胆させられた。音楽は魅力的なままであるが、何かが舞台の想像力に重大な失敗をさせている」と記した。しかしジャーナリストのリズ・スミスは「完璧」と絶賛し、『ヒューストン・クロニクル』紙は続くツアー公演について「ドラマ、音楽、ダンス、装置の融合が観客を忘れられない旅に連れて行く、ミュージカルの本質」と記した。『シカゴ・トリビューン』紙の批評家リチャード・クリスチャンセンはオーディトリアム劇場で行われたツアー公演について「よりゆるやかで素朴であり、やや公平性に欠け、『王様と私』は1990年代の英国王や英国民の関心事を見下すことへの負担から逃れることはできない。また物語の進み方は現代においてはややゆっくりすぎる」と語った。2000年、ロンドン公演が行なわれたが、一様に好評であった。『フィナンシャル・タイムズ』は「威厳があり、壮大に上演された本物の最高ミュージカルの1つ」と記した。
2015年のブロードウェイ再演も一様に好評であった。『ニューヨーク・タイムズ』紙のベン・ブラントリーは「輝けるプロダクション」とし、以下のように語った:
1996年のプロダクションにおいて、ヴィクトリアニズムから生まれたBDSM的な暗い緊張関係および東洋の感性はシャムに伝えられた。演出家のシアは強力な修正主義者ではない。シアは古い素材を用いて、美しく輝けるはずであった外見を激しくかき回すために暗い感情の深さをうまく使用した。公演は概観的でありながら個人的でもあり、気持ちを伝える歌ときらめくミュージカルのセットとのバランスがよく取れている。演出は感情の表現を強めている。単なるダンサー、エキストラ、その他大勢はおらず、美しい東洋のエキゾチックさを思い浮かべることができる。愛についての様々な形式での描き方やロジャース&ハマースタインの劇的なバラードは美しいニュアンスや確実性を持っている。
『バラエティ』誌のマリリン・スタシオはこのプロダクションについて「豪華」で「実に素晴らしい」と評した。スタシオは「適切なテーマである。伝統的な東洋文明に西洋文明が押し入ろうとするダイナミックな不協和音である」と記した。『USAトゥデイ』紙のエリサ・ガードナーは笑いと涙が引き起こされるとして、「異文化の人々を注意深く見ているが、明るく共通点を見つけ出し、とても感動する。ロジャース&ハマースタインの輝く音楽のように質感ある人間性や寛容さは、時が経つにつれ反響が大きくなるばかりである」と記した。現代の感性における歴史的正確さや暗いテーマはレビュワーの一部にオリエンタリズムを現代の価値観における人種差別や女性差別に結び付けさせてしまう。作曲家のモハマド・フェアラスなど他の批評家たちは、50年以上前に書かれた作品だとしてもラマー4世を子供じみた暴君に、シャム宮殿の人々を幼児化させて描くなど歴史的に不正確な差別的作品を改めることができていないと主張している。作家のベンジャミン・アイヴリーは「ロジャース&ハマースタイン・オーガニゼーションは東南アジアの歴史や芸術への人道的対応として作品を封印すべき」と語った。
初演から50年が経ち、ロジャースの伝記作家メリル・シークレストは作品について以下のように語った:

『王様と私』は、アンナの亡くなった夫への愛、そして王様の第一妻であり知り合いの男性が傷つけられたチャン王妃への愛、禁じられ絶望的な愛、やっと気づくが実らぬ愛など、様々な愛に関する物語である。

## 主な受賞歴

### オリジナル・ブロードウェイ・プロダクション
| 年   | 賞       | 部門                   | ノミネート者             | 結果 | 脚注    |
| ---- | -------- | ---------------------- | ------------------------ | ---- | ------- |
| 1952 | トニー賞 | ミュージカル作品賞     | ミュージカル作品賞       | 受賞 | [ 196 ] |
| 1952 | トニー賞 | ミュージカル主演女優賞 | ガートルード・ローレンス | 受賞 | [ 196 ] |
| 1952 | トニー賞 | ミュージカル助演男優賞 | ユル・ブリンナー         | 受賞 | [ 196 ] |
| 1952 | トニー賞 | 装置デザイン賞         | ジョー・ミールジナー     | 受賞 | [ 196 ] |
| 1952 | トニー賞 | 衣裳デザイン賞         | アイリーン・シャラフ     | 受賞 | [ 196 ] |

### 1977年、ブロードウェイ再演
| 年   | 賞                       | 部門                   | ノミネート者                    | 結果       | 脚注    |
| ---- | ------------------------ | ---------------------- | ------------------------------- | ---------- | ------- |
| 1977 | ドラマ・デスク・アワード | ミュージカル作品賞     | ミュージカル作品賞              | ノミネート | [ 197 ] |
| 1977 | ドラマ・デスク・アワード | ミュージカル主演男優賞 | ユル・ブリンナー                | ノミネート | [ 197 ] |
| 1977 | ドラマ・デスク・アワード | ミュージカル主演女優賞 | アンジェラ・ランズベリー (1978) | ノミネート | [ 197 ] |

### 1979年、ロンドン再演
| 年   | 賞                       | 部門                   | ノミネート者           | 結果 | 脚注    |
| ---- | ------------------------ | ---------------------- | ---------------------- | ---- | ------- |
| 1979 | ローレンス・オリヴィエ賞 | ミュージカル主演女優賞 | ヴァージニア・マッケナ | 受賞 | [ 102 ] |

### 1985年、ブロードウェイ再演
| 年   | 賞       | 部門                   | ノミネート者           | 結果       | 脚注   |
| ---- | -------- | ---------------------- | ---------------------- | ---------- | ------ |
| 1985 | トニー賞 | 特別賞                 | ユル・ブリンナー       | 受賞       | [ 57 ] |
| 1985 | トニー賞 | ミュージカル助演女優賞 | メアリー・ベス・ペイル | ノミネート | [ 57 ] |
| 1985 | トニー賞 | ミュージカル演出賞     | ミッチ・リー           | ノミネート | [ 57 ] |

### 1996年、ブロードウェイ再演
| 年   | 賞                           | 部門                             | ノミネート者                     | 結果       | 脚注    |
| ---- | ---------------------------- | -------------------------------- | -------------------------------- | ---------- | ------- |
| 1996 | トニー賞                     | 再演ミュージカル作品賞           | 再演ミュージカル作品賞           | 受賞       | [ 57 ]  |
| 1996 | トニー賞                     | ミュージカル主演男優賞           | ルー・ダイアモンド・フィリップス | ノミネート | [ 57 ]  |
| 1996 | トニー賞                     | ミュージカル主演女優賞           | ドナ・マーフィー                 | 受賞       | [ 57 ]  |
| 1996 | トニー賞                     | ミュージカル助演女優賞           | ジョーヒー・チョイ               | ノミネート | [ 57 ]  |
| 1996 | トニー賞                     | ミュージカル演出賞               | クリストファー・レンショウ       | ノミネート | [ 57 ]  |
| 1996 | トニー賞                     | 装置デザイン賞                   | ブライン・トムソン               | 受賞       | [ 57 ]  |
| 1996 | トニー賞                     | 衣裳デザイン賞                   | ロジャー・カーク                 | 受賞       | [ 57 ]  |
| 1996 | トニー賞                     | 照明デザイン賞                   | ナイジェル・レヴィングス         | ノミネート | [ 57 ]  |
| 1996 | ドラマ・デスク・アワード     | 再演ミュージカル作品賞           | 再演ミュージカル作品賞           | 受賞       | [ 198 ] |
| 1996 | ドラマ・デスク・アワード     | ミュージカル主演男優賞           | ルー・ダイアモンド・フィリップス | ノミネート | [ 198 ] |
| 1996 | ドラマ・デスク・アワード     | ミュージカル主演女優賞           | ドナ・マーフィー                 | ノミネート | [ 198 ] |
| 1996 | ドラマ・デスク・アワード     | ミュージカル演出賞               | クリストファー・レンショウ       | 受賞       | [ 198 ] |
| 1996 | ドラマ・デスク・アワード     | 装置デザイン賞                   | ブライアン・トムソン             | 受賞       | [ 198 ] |
| 1996 | ドラマ・デスク・アワード     | 衣裳デザイン賞                   | ロジャー・カーク                 | 受賞       | [ 198 ] |
| 1996 | ドラマ・デスク・アワード     | 照明デザイン賞                   | ナイジェル・レヴィングス         | ノミネート | [ 198 ] |
| 1996 | シアター・ワールド・アワード | ジョーヒー・チョイ               | ジョーヒー・チョイ               | 受賞       | [ 123 ] |
| 1996 | シアター・ワールド・アワード | ルー・ダイアモンド・フィリップス | ルー・ダイアモンド・フィリップス | 受賞       | [ 123 ] |

### 2000年、ロンドン再演
| 年   | 賞                       | 部門                           | ノミネート者                   | 結果       | 脚注    |
| ---- | ------------------------ | ------------------------------ | ------------------------------ | ---------- | ------- |
| 2001 | ローレンス・オリヴィエ賞 | ミュージカル・プロダクション賞 | ミュージカル・プロダクション賞 | ノミネート | [ 199 ] |
| 2001 | ローレンス・オリヴィエ賞 | ミュージカル助演賞             | テウォン・イー・キム           | ノミネート | [ 199 ] |
| 2001 | ローレンス・オリヴィエ賞 | 装置デザイン賞                 | ブライアン・トムソン           | ノミネート | [ 199 ] |
| 2001 | ローレンス・オリヴィエ賞 | 衣裳デザイン賞                 | ロジャー・カーク               | ノミネート | [ 199 ] |

### 2015年、ブロードウェイ再演
| 年   | 賞                       | 部門                   | ノミネート者             | 結果       | 脚注    |
| ---- | ------------------------ | ---------------------- | ------------------------ | ---------- | ------- |
| 2015 | トニー賞                 | 再演ミュージカル作品賞 | 再演ミュージカル作品賞   | 受賞       | [ 152 ] |
| 2015 | トニー賞                 | ミュージカル主演男優賞 | 渡辺謙                   | ノミネート | [ 152 ] |
| 2015 | トニー賞                 | ミュージカル主演女優賞 | ケリー・オハラ           | 受賞       | [ 152 ] |
| 2015 | トニー賞                 | ミュージカル助演女優賞 | ルーシー・アン・マイルズ | 受賞       | [ 152 ] |
| 2015 | トニー賞                 | ミュージカル演出賞     | バートレット・シア       | ノミネート | [ 152 ] |
| 2015 | トニー賞                 | 装置デザイン賞         | マイケル・イヤガン       | ノミネート | [ 152 ] |
| 2015 | トニー賞                 | 衣裳デザイン賞         | キャサリン・ザバー       | 受賞       | [ 152 ] |
| 2015 | トニー賞                 | 照明デザイン賞         | ドナルド・ホルダー       | ノミネート | [ 152 ] |
| 2015 | トニー賞                 | 振付賞                 | クリストファー・ガッテリ | ノミネート | [ 152 ] |
| 2015 | ドラマ・デスク・アワード | 再演ミュージカル作品賞 | 再演ミュージカル作品賞   | 受賞       | [ 200 ] |
| 2015 | ドラマ・デスク・アワード | 音響デザイン賞         | スコット・レアラー       | ノミネート | [ 200 ] |

## 関連
主な録音など
関連作品なども記述
- 王様と私（CD）[201]フィリップス/PHCP-5082/1992年11月06日
- 王様と私 (東宝ミュージカル) 2CD・（公演実況）TOCT-10181～2[202][203]

### 目録
- Block, Geoffrey (ed.)  The Richard Rodgers Reader.  New York:  Oxford University Press (US), 2006.  ISBN 978-0-19-531343-7.
- Bloom, Ken and Vlastnik, Frank.  Broadway Musicals:  The 101 Greatest Shows of All Time.  New York:  Black Dog & Leventhal Publishers, 2004.  ISBN 978-1-57912-390-1.
- Capua, Michelangelo.  Yul Brynner:  A Biography, Jefferson, N.C.:  McFarland & Co. Inc., 2006; ISBN 978-0-7864-2461-0.
- Fordin, Hugh.  Getting to Know Him:  A Biography of Oscar Hammerstein II.  Jefferson, N.C.:  Da Capo Press, 1995 reprint of 1986 edition.  ISBN 978-0-306-80668-1.
- Green, Stanley.  "Encyclopedia of the Musical Theatre.  Jefferson, N.C.:  Da Capo Press, 1980.  ISBN 978-0-306-80113-6.
- Hammerstein, Oscar Andrew.  The Hammersteins:  A Musical Theatre Family.  New York:  Black Dog & Leventhal Publishers, 2010.  ISBN 978-1-57912-846-3.
- Hischak, Thomas S.  The Rodgers and Hammerstein Encyclopedia.  Westport, Conn.:  Greenwood Publishing Group, 2007.  ISBN 978-0-313-34140-3.
- Hyland, William G. Richard Rodgers.  New Haven, Conn.:  Yale University Press, 1998.  ISBN 978-0-300-07115-3.
- Ma, Sheng-mei. "Rodgers and Hammerstein's 'Chopsticks' musicals". Literature/Film Quarterly, Vol. 31, Number 1 (2003), pp. 17–26.
- Mordden, Ethan.  Rodgers & Hammerstein.  New York:  Harry N. Abrams, Inc., 1992.  ISBN 978-0-8109-1567-1.
- Morgan, Susan.  Bombay Anna: The Real Story and Remarkable Adventures of the King and I Governess, Berkeley, Cal.:  University of California Press, 2008; ISBN 978-0-520-25226-4.
- Morley, Sheridan, Gertrude Lawrence. New York: McGraw-Hill, 1981. ISBN 978-0-07-043149-2.
- Nolan, Frederick.  The Sound of Their Music: The Story of Rodgers and Hammerstein.  Cambridge, Mass.:  Applause Theatre and Cinema Books, 2002.  ISBN 978-1-55783-473-7.
- Secrest, Meryle.  Somewhere for Me:  A Biography of Richard Rodgers. Cambridge, Mass.:  Applause Theatre and Cinema Books, 2001.  ISBN 978-1-55783-581-9.